# Nati nel 1888
| Questa pagina contiene informazioni ricavate automaticamente dalle voci biografiche con l'ausilio del template Bio e di un bot. L'aggiornamento è periodico e automatico e ricostruisce completamente la pagina. Se manca una persona in questa lista, sei pregato di non aggiungerla, ma accertati piuttosto che la sua voce biografica contenga il template Bio e che i dati anagrafici siano correttamente compilati. Se il template Bio manca, inseriscilo tu stesso o, in alternativa, metti l'avviso {{tmp\|Bio}} che ne segnala la mancanza. Se i dati riportati sono sbagliati, correggi direttamente la voce biografica; le modifiche saranno visibili in questa lista entro pochi giorni. Per chiarimenti vedi il progetto biografie. La lista contiene solo le 1.301 persone che sono citate nell'enciclopedia e per le quali è stato implementato correttamente il template Bio. Pagina aggiornata al 18 ago 2025. |

## Gennaio(115)
- 1º gennaio - Higinio Anglés, musicologo e presbitero spagnolo († 1969)
- 1º gennaio - Eduard Bass, scrittore, giornalista e attore ceco († 1946)
- 1º gennaio - Gustav Blaha, calciatore austriaco († 1961)
- 1º gennaio - Chesley Bonestell, artista, pittore e illustratore statunitense († 1986)
- 1º gennaio - John Garand, ingegnere e militare canadese († 1974)
- 1º gennaio - Franciszek Kleeberg, generale polacco († 1941)
- 1º gennaio - Adolfo Porry Pastorel, fotoreporter italiano († 1960)
- 1º gennaio - Ludwig Rex, attore tedesco († 1979)
- 1º gennaio - Karol Rómmel, militare polacco († 1967)
- 1º gennaio - Tukojirao III, principe indiano († 1937)
- 1º gennaio - Max Winter, calciatore svizzero
- 1º gennaio - Alfredo Zoller, calciatore svizzero
- 2 gennaio - Teodoro Bubbio, avvocato e politico italiano († 1965)
- 2 gennaio - Americo Giuliani, poeta italiano († 1922)
- 3 gennaio - Charles Ackerly, lottatore statunitense († 1982)
- 3 gennaio - Giulio Bemporad, astronomo e matematico italiano († 1945)
- 3 gennaio - Arthur Berry, calciatore inglese († 1953)
- 3 gennaio - James Bridie, scrittore e drammaturgo scozzese († 1951)
- 3 gennaio - Fritz-Hubert Gräser, generale tedesco († 1960)
- 3 gennaio - Herbert Stanley Morrison, politico britannico († 1965)
- 3 gennaio - George B. Seitz, regista, attore e sceneggiatore statunitense († 1944)
- 3 gennaio - Nils Silfverskiöld, ginnasta svedese († 1957)
- 3 gennaio - Hermine Stindt, nuotatrice tedesca († 1974)
- 4 gennaio - Johanna Eck, tedesca († 1979)
- 4 gennaio - György Hlavay, allenatore di calcio e calciatore ungherese († 1958)
- 4 gennaio - Walther Kossel, fisico tedesco († 1956)
- 4 gennaio - Gavriil Vasil'evič Ksenofontov, etnologo e politico russo († 1938)
- 4 gennaio - Leo D. Maloney, attore, regista e sceneggiatore statunitense († 1929)
- 4 gennaio - Giovanni Pegna, militare e ingegnere aeronautico italiano († 1961)
- 5 gennaio - Fritz Förderer, calciatore tedesco († 1952)
- 5 gennaio - Anton Harapi, religioso, politico e scrittore albanese († 1946)
- 5 gennaio - Rosa Zagnoni Marinoni, scrittrice e poetessa italiana († 1970)
- 7 gennaio - Jean Thorailler, nuotatore e pallanuotista francese († 1957)
- 8 gennaio - Baccio Maria Bacci, pittore italiano († 1974)
- 8 gennaio - Richard Courant, matematico tedesco († 1972)
- 8 gennaio - Sverre Lie, calciatore norvegese († 1983)
- 8 gennaio - Matt Moore, attore e regista irlandese († 1960)
- 8 gennaio - Borys Verlins'kyj, scacchista ucraino († 1950)
- 8 gennaio - Pierre Wertheimer, imprenditore francese († 1965)
- 9 gennaio - Rudolf Droz, calciatore tedesco († 1946)
- 9 gennaio - Arthur Hill, pallanuotista britannico († 1966)
- 9 gennaio - Luigi Portigliatti, calciatore e arbitro di calcio italiano († 1956)
- 9 gennaio - Raffaele Viviani, attore, commediografo e compositore italiano († 1950)
- 10 gennaio - André Blaise, ciclista su strada belga († 1941)
- 11 gennaio - Joseph B. Keenan, avvocato statunitense († 1954)
- 11 gennaio - Charles Previn, compositore statunitense († 1973)
- 12 gennaio - Claude Delvincourt, pianista e compositore francese († 1954)
- 12 gennaio - Leonid Petrovič Grossman, scrittore russo († 1965)
- 12 gennaio - Fritz Kachler, pattinatore artistico su ghiaccio austriaco († 1973)
- 12 gennaio - Michele Nota, monaco cristiano italiano († 1944)
- 12 gennaio - Camillo Sbarbaro, poeta, scrittore e aforista italiano († 1967)
- 13 gennaio - Wladimir Baranoff-Rossine, pittore ucraino († 1944)
- 13 gennaio - Pietro Leone, allenatore di calcio e calciatore italiano († 1958)
- 14 gennaio - Aldo Gardini, imprenditore e politico italiano († 1958)
- 14 gennaio - Silvio Polloni, pittore e disegnatore italiano († 1972)
- 15 gennaio - Virginia Balistrieri, attrice italiana († 1960)
- 15 gennaio - Joseph Henabery, regista, attore e sceneggiatore statunitense († 1976)
- 15 gennaio - Carlo Maranghi, calciatore e allenatore di calcio italiano († 1940)
- 16 gennaio - Elisabetta Ambiveri, imprenditrice e filantropa italiana († 1962)
- 16 gennaio - Osip Maksimovič Brik, scrittore e critico letterario sovietico († 1945)
- 16 gennaio - Daniel Norling, ginnasta e cavaliere svedese († 1958)
- 16 gennaio - Daniele Schmiedt, pittore e grafico italiano († 1954)
- 17 gennaio - Manfredo Chiostri, politico italiano
- 17 gennaio - Edvard Persson, attore, regista e cantante svedese († 1957)
- 18 gennaio - Pierre Six, calciatore francese († 1916)
- 18 gennaio - Rudolf Smolek, calciatore austriaco
- 18 gennaio - Thomas Sopwith, aviatore, progettista e imprenditore britannico († 1989)
- 18 gennaio - Francesco Venturelli, presbitero italiano († 1946)
- 19 gennaio - Enrico Avanzi, genetista e agronomo italiano († 1974)
- 19 gennaio - Clarence Griffin, tennista statunitense († 1973)
- 19 gennaio - Millard Harmon, generale statunitense († 1945)
- 19 gennaio - Henry Harwood, ammiraglio inglese († 1950)
- 19 gennaio - Lina Marengo, attrice italiana († 1987)
- 19 gennaio - Ernesto Ruffini, cardinale, arcivescovo cattolico e biblista italiano († 1967)
- 20 gennaio - Léon Azéma, architetto francese († 1978)
- 20 gennaio - Tryggve Gran, aviatore, esploratore e scrittore norvegese († 1980)
- 20 gennaio - Lead Belly, cantante e chitarrista statunitense († 1949)
- 20 gennaio - Tor Lund, ginnasta norvegese († 1972)
- 20 gennaio - Georges Marrane, politico francese († 1976)
- 20 gennaio - Sebastiano Timpanaro senior, saggista italiano († 1949)
- 21 gennaio - Carlo Baravalle, avvocato, fotografo e botanico italiano († 1958)
- 21 gennaio - Tullio Terni, medico, anatomista e scienziato italiano († 1946)
- 22 gennaio - Basil Brown, astronomo e archeologo britannico († 1977)
- 22 gennaio - Mary Murillo, sceneggiatrice britannica († 1944)
- 22 gennaio - Win Smith, disegnatore e fumettista statunitense († 1941)
- 22 gennaio - Marco Torrès, ginnasta francese († 1963)
- 23 gennaio - Aritomo Gotō, ammiraglio giapponese († 1942)
- 23 gennaio - Leonida Mastrodicasa, anarchico italiano († 1942)
- 23 gennaio - Axel Persson, ciclista su strada svedese († 1955)
- 23 gennaio - Bianca Stagno Bellincioni, attrice e soprano italiana († 1980)
- 23 gennaio - Eugenio Treves, scrittore e lessicografo italiano († 1970)
- 24 gennaio - Vicki Baum, scrittrice, sceneggiatrice e giornalista austriaca († 1960)
- 24 gennaio - Stojan Brajša, politico, avvocato e pubblicista croato († 1989)
- 24 gennaio - Ernst Heinkel, ingegnere aeronautico tedesco († 1958)
- 24 gennaio - Friedrich Hirschl, calciatore austriaco
- 24 gennaio - Oddo Marinelli, avvocato, politico e giornalista italiano († 1972)
- 24 gennaio - Jan Syrový, generale e politico cecoslovacco († 1970)
- 25 gennaio - Vincenzo Cento, pedagogista italiano († 1945)
- 26 gennaio - Amar Prakash, principe indiano († 1933)
- 26 gennaio - Giacomo Rolla, calciatore italiano († 1934)
- 27 gennaio - Ina Maria di Bassewitz-Levetzow, contessa († 1973)
- 27 gennaio - Victor Moritz Goldschmidt, chimico norvegese († 1947)
- 27 gennaio - Johannes Baptist Neuhäusler, vescovo cattolico, teologo e attivista tedesco († 1973)
- 28 gennaio - Antonio Legnani, ammiraglio italiano († 1943)
- 28 gennaio - Kaarlo Soinio, ginnasta e calciatore finlandese († 1960)
- 29 gennaio - Gaetano Aliberti, architetto e decoratore italiano († 1961)
- 29 gennaio - Sydney Chapman, geofisico britannico († 1970)
- 29 gennaio - Earl Gulick, cantante statunitense († 1945)
- 29 gennaio - Luigi Lojacono, politico italiano
- 30 gennaio - Eberhardt Illmer, calciatore tedesco († 1955)
- 30 gennaio - Hélène Jourdan-Morhange, violinista, scrittrice e critica musicale francese († 1961)
- 30 gennaio - Astrid Noack, scultrice danese († 1954)
- 31 gennaio - Oda Alstrup, attrice danese († 1964)
- 31 gennaio - Leonardo Azzarita, giornalista italiano († 1976)
- 31 gennaio - Bernardo Giner de los Ríos, architetto, scrittore e politico spagnolo († 1970)

## Febbraio(111)
- 1º febbraio - Charles January, calciatore statunitense († 1970)
- 1º febbraio - Marius Lund, calciatore norvegese († 1971)
- 2 febbraio - Thomas Balvay, arbitro di calcio francese († 1945)
- 2 febbraio - Gino Borgatta, economista italiano († 1949)
- 2 febbraio - Adolphe Hélière, ciclista su strada francese († 1910)
- 3 febbraio - Mauro Carella, insegnante italiano († 1979)
- 4 febbraio - Clara Lollini, chimica italiana († 1987)
- 4 febbraio - Angelo Morsenti, militare italiano († 1917)
- 4 febbraio - Demetrio Moscato, arcivescovo cattolico italiano († 1968)
- 4 febbraio - Torquato Nanni, politico e scrittore italiano († 1945)
- 4 febbraio - Larry Steers, attore statunitense († 1951)
- 5 febbraio - Giuseppe Agnello, archeologo, antifascista e politico italiano († 1976)
- 5 febbraio - Olinto Cristina, attore e doppiatore italiano († 1962)
- 5 febbraio - Bruce Fraser, I barone Fraser di Capo Nord, ammiraglio britannico († 1981)
- 6 febbraio - Giovanni Alfero, germanista italiano († 1962)
- 6 febbraio - Giorgio Falco, storico italiano († 1966)
- 6 febbraio - Haven Gillespie, musicista statunitense († 1975)
- 6 febbraio - Lucile Gleason, attrice statunitense († 1947)
- 6 febbraio - Friedrich Wilhelm Levi, matematico tedesco († 1966)
- 6 febbraio - Luciano Maugeri, funzionario e politico italiano († 1958)
- 6 febbraio - Vincenzo Menghi, politico italiano († 1972)
- 6 febbraio - Camillo Pilotto, attore italiano († 1963)
- 6 febbraio - Ljudmil Stojanov, poeta e scrittore bulgaro († 1973)
- 7 febbraio - Ignazio Chiarelli, avvocato e politico italiano († 1968)
- 7 febbraio - Eugenio Coselschi, militare, politico e scrittore italiano († 1969)
- 7 febbraio - Lothar van Gogh, calciatore olandese († 1945)
- 7 febbraio - Archer MacMackin, regista, sceneggiatore e produttore cinematografico statunitense († 1961)
- 7 febbraio - Ripp, compositore italiano († 1962)
- 7 febbraio - Otto Schönherr, generale tedesco († 1954)
- 8 febbraio - Albert Betts, ginnasta britannico († 1924)
- 8 febbraio - Edith Evans, attrice britannica († 1976)
- 8 febbraio - Mór Korach, ingegnere chimico ungherese († 1975)
- 8 febbraio - Tefik Mborja, politico albanese († 1954)
- 8 febbraio - Giuseppe Ungaretti, poeta, scrittore e traduttore italiano († 1970)
- 8 febbraio - Ad Wolgast, pugile statunitense († 1955)
- 8 febbraio - Enrico du Chêne de Vère, calciatore italiano († 1976)
- 10 febbraio - Harry Beaumont, regista, attore e sceneggiatore statunitense († 1966)
- 10 febbraio - Dan Caslar, compositore italiano († 1959)
- 10 febbraio - Alexander Cudmore, calciatore statunitense († 1944)
- 10 febbraio - Willy Jaeckel, pittore e litografo tedesco († 1944)
- 10 febbraio - Alfredo Pacini, cardinale italiano († 1967)
- 11 febbraio - Virgilia D'Andrea, anarchica e poetessa italiana († 1933)
- 11 febbraio - Guy Coburn Robson, zoologo britannico († 1945)
- 11 febbraio - Hanns Schwarz, regista tedesco († 1945)
- 12 febbraio - Anders Ahlgren, lottatore svedese († 1976)
- 12 febbraio - Károly Beregfy, militare e politico ungherese († 1946)
- 12 febbraio - Clara Campoamor, avvocata e politica spagnola († 1972)
- 12 febbraio - Hans von Sponeck, generale tedesco († 1944)
- 13 febbraio - Davide Baiardo, pallanuotista e nuotatore italiano († 1977)
- 13 febbraio - Desmond FitzGerald, rivoluzionario, poeta e politico irlandese († 1947)
- 13 febbraio - Giovanni Innocenti, calciatore italiano († 1975)
- 13 febbraio - Geōrgios Papandreou, politico greco († 1968)
- 13 febbraio - Jean Julien Weber, arcivescovo cattolico francese († 1981)
- 14 febbraio - Carlo Albizzati, archeologo e numismatico italiano († 1950)
- 14 febbraio - Sven Ohlsson, calciatore svedese († 1947)
- 14 febbraio - Robert Remak, matematico tedesco († 1942)
- 15 febbraio - Shūzō Kuki, filosofo, poeta e scrittore giapponese († 1941)
- 15 febbraio - Rino Lupo, regista e attore italiano
- 16 febbraio - Abdesalam Bennuna, scrittore e giornalista marocchino († 1935)
- 17 febbraio - Vincenzo Bellezza, direttore d'orchestra italiano († 1964)
- 17 febbraio - Hans Blüher, giornalista e scrittore tedesco († 1955)
- 17 febbraio - Ronald Knox, presbitero, teologo e scrittore britannico († 1957)
- 17 febbraio - Otto Stern, fisico tedesco († 1969)
- 18 febbraio - Ferdinand Bie, multiplista norvegese († 1961)
- 18 febbraio - Ernesto Cappa, generale e prefetto italiano († 1957)
- 18 febbraio - Vitaliano Marchini, scultore e docente italiano († 1971)
- 19 febbraio - John G. Adolfi, regista, attore e sceneggiatore statunitense († 1933)
- 19 febbraio - Baldo Baldi, schermidore italiano († 1961)
- 19 febbraio - Paolo Cappa, giornalista e politico italiano († 1956)
- 19 febbraio - Rachel Cohen-Kagan, politica israeliana († 1982)
- 19 febbraio - Adelina Domingues, supercentenaria capoverdiana († 2002)
- 19 febbraio - Guido Ferroni, pittore italiano († 1979)
- 19 febbraio - Paul Mathaux, calciatore francese († 1966)
- 19 febbraio - Franz Pfeffer von Salomon, politico e generale tedesco († 1968)
- 19 febbraio - Thomas Phillips, ammiraglio britannico († 1941)
- 19 febbraio - Aurora Quezon, infermiera filippina († 1949)
- 19 febbraio - José Eustasio Rivera, scrittore colombiano († 1928)
- 20 febbraio - Georges Bernanos, scrittore francese († 1948)
- 20 febbraio - Bruno Cantalamessa, attore e cantante italiano († 1964)
- 20 febbraio - Martin Hawkins, ostacolista statunitense († 1959)
- 20 febbraio - Marie Rambert, ballerina polacca († 1982)
- 21 febbraio - Clemence Dane, romanziera e drammaturga inglese († 1965)
- 21 febbraio - José Félix Estigarribia, generale e politico paraguaiano († 1940)
- 21 febbraio - Luigi Fabbri, politico, sindacalista e partigiano italiano († 1966)
- 21 febbraio - Erich Trefftz, matematico e ingegnere tedesco († 1937)
- 22 febbraio - Peter Butkovič, enigmista, scrittore e poeta sloveno († 1953)
- 22 febbraio - Armando Cermignani, pittore, incisore e ceramista italiano († 1957)
- 22 febbraio - Gussy Holl, attrice e cantante tedesca († 1966)
- 22 febbraio - Raymond Lawler, calciatore statunitense († 1946)
- 22 febbraio - Ettore Montanaro, musicista, compositore e direttore d'orchestra italiano († 1962)
- 22 febbraio - Horace Pippin, pittore statunitense († 1946)
- 22 febbraio - Luigi Sansonetti, ammiraglio italiano († 1959)
- 23 febbraio - Johann Weinberg, calciatore austriaco († 1942)
- 25 febbraio - Félicien Courbet, pallanuotista belga († 1967)
- 25 febbraio - John Foster Dulles, politico e avvocato statunitense († 1959)
- 25 febbraio - Maurice Schilles, pistard francese († 1957)
- 25 febbraio - Georg "Irg" Steiner, alpinista austriaco († 1972)
- 25 febbraio - Ernst Thurm, calciatore austriaco
- 26 febbraio - Mario Castoldi, ingegnere italiano († 1968)
- 26 febbraio - Gladden James, attore statunitense († 1948)
- 26 febbraio - John Leipold, compositore statunitense († 1970)
- 27 febbraio - Roberto Assagioli, psichiatra e teosofo italiano († 1974)
- 27 febbraio - Hedwig Conrad-Martius, filosofa tedesca († 1966)
- 27 febbraio - Lotte Lehmann, soprano tedesco († 1976)
- 27 febbraio - Arthur Schlesinger Sr., storico statunitense († 1965)
- 28 febbraio - Anders Knutsson Ångström, fisico svedese († 1981)
- 28 febbraio - Guglielmo Quadrotta, giornalista, scrittore e editore italiano († 1975)
- 29 febbraio - Annibale Ajmone Marsan, imprenditore, dirigente sportivo e calciatore italiano († 1956)
- 29 febbraio - Gyula Kertész, calciatore e allenatore di calcio ungherese († 1982)
- 29 febbraio - Virgilio Milani, scultore italiano († 1977)
- 29 febbraio - Domenico Tardini, cardinale e arcivescovo cattolico italiano († 1961)

## Marzo(110)
- 1º marzo - Oreste Bonomelli, giornalista e politico italiano († 1974)
- 1º marzo - Antonio Cavoli, missionario italiano († 1972)
- 1º marzo - Nino Daniele, giornalista italiano († 1967)
- 1º marzo - Karl Krof, calciatore austriaco († 1977)
- 1º marzo - Alexei Mateevici, poeta moldavo († 1917)
- 1º marzo - Eliot Stannard, sceneggiatore inglese († 1944)
- 1º marzo - Ildebrando Tacconi, storico e critico letterario italiano († 1973)
- 1º marzo - F. Tennyson Jesse, giornalista, scrittrice e criminologa britannica († 1958)
- 2 marzo - Bruno da Osimo, incisore e scrittore italiano († 1962)
- 3 marzo - Mario Bonetti, ammiraglio italiano († 1961)
- 3 marzo - Ismaele Di Nisio, generale italiano († 1968)
- 3 marzo - Kazimierz Fabrycy, generale polacco († 1958)
- 3 marzo - Leslie Hofton, calciatore inglese († 1971)
- 3 marzo - František Langer, drammaturgo ceco († 1965)
- 4 marzo - Natalino Guillaume, attore e regista italiano († 1919)
- 4 marzo - Charles Leirens, musicista e fotografo belga († 1963)
- 4 marzo - Rafaela Ottiano, attrice italiana († 1942)
- 4 marzo - Stuart Walker, regista e produttore cinematografico statunitense († 1941)
- 5 marzo - Pietro Bianchi, ginnasta italiano († 1965)
- 5 marzo - Jules Furthman, scrittore e sceneggiatore statunitense († 1966)
- 5 marzo - Rodolphe Guilland, bizantinista francese († 1981)
- 5 marzo - Peg Leg Howell, cantante e chitarrista statunitense († 1966)
- 5 marzo - Ramón Otero Pedrayo, scrittore e politico spagnolo († 1976)
- 5 marzo - Franz Schwede, politico tedesco († 1960)
- 5 marzo - Carlo Servetto, calciatore italiano († 1981)
- 6 marzo - Antonio Calderoni, militare italiano († 1916)
- 6 marzo - Gösta Cederlund, attore e regista svedese († 1980)
- 7 marzo - Tjarda van Starkenborgh Stachouwer, diplomatico e politico olandese († 1978)
- 7 marzo - Walto Tuomioja, politico e giornalista finlandese († 1931)
- 8 marzo - Gustav Krukenberg, generale tedesco († 1980)
- 8 marzo - Abe Stern, produttore cinematografico tedesco († 1951)
- 9 marzo - Carlo Azimonti, giornalista e sindacalista italiano († 1958)
- 9 marzo - Giustiniano Bellavitis, militare e calciatore italiano († 1944)
- 9 marzo - Francesco Buttafuoco, generale italiano († 1969)
- 9 marzo - Francesco Costa, calciatore italiano († 1927)
- 9 marzo - Béatrix Dussane, attrice francese († 1969)
- 9 marzo - Nemika Sultan, principessa ottomana († 1969)
- 9 marzo - André Favory, pittore e illustratore francese († 1937)
- 9 marzo - Virgilio Ferrari, medico e politico italiano († 1975)
- 9 marzo - Haniel Long, poeta e scrittore statunitense († 1956)
- 9 marzo - Raquel Meller, cantante e attrice spagnola († 1962)
- 10 marzo - Cesare Bonetti, sollevatore italiano († 1956)
- 10 marzo - Baldwin Cooke, attore statunitense († 1953)
- 10 marzo - Luigi Ferrari, magistrato e poliziotto italiano († 1955)
- 10 marzo - Barry Fitzgerald, attore irlandese († 1961)
- 10 marzo - Ivan Stodola, scrittore, drammaturgo e medico slovacco († 1977)
- 11 marzo - Hermann Garrn, calciatore tedesco († 1964)
- 12 marzo - Karl Fischer, allenatore di calcio austriaco
- 12 marzo - Hall Johnson, attore e cantante statunitense († 1970)
- 12 marzo - Hans Knappertsbusch, direttore d'orchestra tedesco († 1965)
- 12 marzo - Florence Lee, attrice statunitense († 1962)
- 12 marzo - Alfredo Petrucci, storico dell'arte italiano († 1969)
- 12 marzo - Erich Rothacker, filosofo tedesco († 1965)
- 13 marzo - Luigi Bresciani, aviatore e militare italiano († 1916)
- 13 marzo - Nils Frykberg, mezzofondista svedese († 1966)
- 13 marzo - Anton Semenovyč Makarenko, pedagogista e educatore sovietico († 1939)
- 13 marzo - Paul Morand, scrittore e diplomatico francese († 1976)
- 14 marzo - Pacifico Arcangeli, presbitero e militare italiano († 1918)
- 14 marzo - Auro D'Alba, poeta italiano († 1965)
- 14 marzo - Pietro Marocco, militare italiano († 1915)
- 15 marzo - Ragnar Fogelmark, lottatore svedese († 1914)
- 15 marzo - Sophus Nielsen, calciatore e allenatore di calcio danese († 1963)
- 16 marzo - Marco II Khouzam, patriarca cattolico egiziano († 1958)
- 16 marzo - Edgar Laplante, truffatore statunitense († 1944)
- 16 marzo - Mitsumi Shimizu, ammiraglio giapponese († 1971)
- 17 marzo - Eduard Fraenkel, filologo classico tedesco († 1970)
- 17 marzo - Henri Gance, sollevatore francese († 1953)
- 17 marzo - Paul Ramadier, politico francese († 1961)
- 18 marzo - Axel Janse, ginnasta svedese († 1973)
- 18 marzo - Giuseppe Vingiano, scrittore e giornalista italiano († 1970)
- 19 marzo - Josef Albers, pittore tedesco († 1976)
- 19 marzo - Pina Gallini, attrice italiana († 1974)
- 19 marzo - Piero Portaluppi, architetto, urbanista e storico dell'architettura italiano († 1967)
- 19 marzo - Léon Scieur, ciclista su strada belga († 1969)
- 20 marzo - Pietro Bruzzi, anarchico, operaio e partigiano italiano († 1945)
- 20 marzo - Renée Sintenis, scultrice tedesca († 1965)
- 21 marzo - Giovanni Cocchi, ciclista su strada italiano
- 21 marzo - Federico Nomi, avvocato, politico e economista italiano († 1980)
- 21 marzo - Aleksej Vladimirovič Stančinskij, compositore e pianista russo († 1914)
- 21 marzo - Marietta Šaginjan, scrittrice sovietica († 1982)
- 22 marzo - Carlo Jelardi, medico e generale italiano († 1973)
- 23 marzo - Guido De Ruggiero, storico della filosofia, politologo e politico italiano († 1948)
- 23 marzo - Adolfo Orsi, imprenditore italiano († 1972)
- 23 marzo - Hans Thirring, fisico austriaco († 1976)
- 23 marzo - Giuseppe Vismara, imprenditore, banchiere e filantropo italiano († 1974)
- 23 marzo - Francesco Giuseppe in Baviera, principe tedesco († 1912)
- 24 marzo - Olaf Jacobsen, ginnasta norvegese († 1969)
- 24 marzo - Viktor Kingissepp, politico e rivoluzionario estone († 1922)
- 24 marzo - William Frederic Wake-Walker, ammiraglio britannico († 1945)
- 24 marzo - Achille d'Havet, generale italiano († 1966)
- 26 marzo - Elsa Brändström, infermiera svedese († 1948)
- 26 marzo - Giacomo Rimini, baritono italiano († 1952)
- 27 marzo - Michel Alexandre, filosofo francese († 1952)
- 27 marzo - Bouke Benenga, nuotatore e pallanuotista olandese († 1968)
- 27 marzo - Emidio Piermarini, poeta, scrittore e bibliotecario italiano († 1969)
- 27 marzo - Robert Thornby, regista, attore e sceneggiatore statunitense († 1953)
- 27 marzo - Maurizio Lazzaro de Castiglioni, generale italiano († 1952)
- 28 marzo - Umberto Moricca, latinista italiano († 1948)
- 28 marzo - Harald Smedvik, ginnasta norvegese († 1956)
- 29 marzo - Bror Fock, mezzofondista svedese († 1964)
- 29 marzo - Per Jespersen, ginnasta norvegese († 1964)
- 29 marzo - Vincent Mangano, mafioso italiano
- 30 marzo - Libero D'Orsi, archeologo italiano († 1977)
- 30 marzo - Julian Grenfell, poeta e militare britannico († 1915)
- 30 marzo - Anna Q. Nilsson, attrice svedese († 1974)
- 30 marzo - Salvatore Saponaro, scultore italiano († 1970)
- 31 marzo - Juan Luis Beigbeder, generale e politico spagnolo († 1957)
- 31 marzo - Alberto Machimbarrena, calciatore spagnolo († 1923)
- 31 marzo - José María Mateos, allenatore di calcio spagnolo († 1963)
- 31 marzo - Federigo Severini, architetto e ingegnere italiano († 1962)

## Aprile(87)
- 1º aprile - Jean Alavoine, ciclista su strada francese († 1943)
- 1º aprile - Lucien Callamand, attore francese († 1968)
- 1º aprile - Alexandra Gončarova, attrice russa († 1964)
- 1º aprile - Terry de la Mesa Allen, generale statunitense († 1969)
- 2 aprile - Vittorio Bertoldi, linguista e glottologo italiano († 1953)
- 2 aprile - Alessandro Brunoldi, calciatore e allenatore di calcio italiano († 1978)
- 2 aprile - Roger François Ducret, schermidore francese († 1962)
- 2 aprile - Arnaldo Feraboli, politico italiano († 1971)
- 2 aprile - Nicolai Kiær, ginnasta norvegese († 1934)
- 2 aprile - Antonio Signorini, matematico e ingegnere italiano († 1963)
- 3 aprile - Georg Alexander, attore, regista e produttore cinematografico tedesco († 1945)
- 3 aprile - Thomas Kinkaid, ammiraglio statunitense († 1972)
- 3 aprile - Marcel Lehoux, pilota automobilistico francese († 1936)
- 3 aprile - Francesco Giustino Troilo, politico italiano († 1956)
- 4 aprile - Hilmar Clausen, attore danese († 1951)
- 4 aprile - Harry Oliver, scenografo, comico e artista statunitense († 1973)
- 4 aprile - Tris Speaker, giocatore di baseball e allenatore di baseball statunitense († 1958)
- 5 aprile - Franklin Van Valkenburgh, militare e marinaio statunitense († 1941)
- 6 aprile - Dan Andersson, scrittore e poeta svedese († 1920)
- 6 aprile - Hans Richter, regista, pittore e scrittore tedesco († 1976)
- 6 aprile - Gerhard Ritter, storico tedesco († 1967)
- 8 aprile - Aristide Giannelli, ingegnere italiano († 1970)
- 8 aprile - Anton Hofer, designer austriaco († 1979)
- 8 aprile - Melville Marks Robinson, giornalista e dirigente sportivo canadese († 1974)
- 9 aprile - Pius Font i Quer, botanico e farmacista spagnolo († 1964)
- 9 aprile - Sol Hurok, impresario teatrale russo († 1974)
- 9 aprile - Francesco Rossi, militare italiano († 1917)
- 9 aprile - Sabato Visco, fisiologo, politico e nutrizionista italiano († 1971)
- 10 aprile - Pericle Ferretti, ingegnere italiano († 1960)
- 11 aprile - Charles Bartlett, attore, regista e sceneggiatore statunitense
- 11 aprile - Cesare Colliva, avvocato e politico italiano († 1965)
- 11 aprile - Antonino Tringali Casanuova, giurista e politico italiano († 1943)
- 11 aprile - Arnold Ulitz, scrittore tedesco († 1971)
- 12 aprile - Carlos Julio Arosemena Tola, politico ecuadoriano († 1952)
- 12 aprile - Kaarlo Koskelo, lottatore finlandese († 1953)
- 12 aprile - Augusto Masetti, anarchico italiano († 1966)
- 12 aprile - Genrich Gustavovič Nejgauz, pianista e docente russo († 1964)
- 12 aprile - Francesco Ponticelli, politico italiano († 1968)
- 12 aprile - Olindo Vernocchi, politico, giornalista e antifascista italiano († 1948)
- 13 aprile - Gaetano Mauro, presbitero italiano († 1969)
- 14 aprile - Severino Cattaneo, arbitro di calcio italiano
- 14 aprile - Sigfried Giedion, storico dell'architettura e storico dell'arte svizzero († 1968)
- 14 aprile - Vladimir Ivanovič Narbut, poeta e editore sovietico († 1938)
- 15 aprile - Greta Almroth, attrice svedese († 1981)
- 15 aprile - Florence Bates, attrice statunitense († 1954)
- 15 aprile - Charles Dujardin, calciatore francese († 1914)
- 15 aprile - Toivo Tikkanen, tiratore a segno, hockeista su ghiaccio e architetto finlandese († 1947)
- 16 aprile - Christy Cabanne, regista, sceneggiatore e attore statunitense († 1950)
- 16 aprile - Hugo van Dalen, pianista, compositore e scrittore olandese († 1967)
- 16 aprile - Remo Fedi, scrittore, crittanalista e antifascista italiano
- 17 aprile - Alexander Binder, fotografo tedesco († 1929)
- 17 aprile - Remo Forlivesi, pallanuotista, nuotatore e calciatore italiano († 1944)
- 17 aprile - Maggie Teyte, soprano britannico († 1976)
- 17 aprile - Herms Niel, compositore tedesco († 1954)
- 17 aprile - Jan Vos, calciatore olandese († 1939)
- 17 aprile - Mary Broadfoot Walker, medico scozzese († 1974)
- 18 aprile - Francesco Cazzamini-Mussi, poeta, scrittore e critico letterario italiano († 1952)
- 18 aprile - Frida Leider, cantante lirica tedesca († 1975)
- 18 aprile - Marguerite Marsh, attrice statunitense († 1925)
- 19 aprile - William Axt, compositore statunitense († 1959)
- 19 aprile - Al Ferguson, attore e regista irlandese († 1971)
- 20 aprile - Charles D. Hall, scenografo britannico († 1970)
- 20 aprile - Fred Kohler, attore statunitense († 1938)
- 20 aprile - Ibō Takahashi, ammiraglio giapponese († 1947)
- 21 aprile - Guido Calza, archeologo italiano († 1946)
- 21 aprile - Georges Parcheminey, neurologo e psicoanalista francese († 1953)
- 22 aprile - Carlo Agostini, patriarca cattolico italiano († 1952)
- 22 aprile - Edmund Jacobson, medico, psicologo e fisiologo statunitense († 1983)
- 23 aprile - Lina Arpesani, scultrice e pittrice italiana († 1974)
- 23 aprile - Vittorio Bosco Lucarelli, politico italiano († 1971)
- 23 aprile - Marcel L'Herbier, regista, poeta e musicista francese († 1979)
- 23 aprile - Georges Vanier, generale, diplomatico e politico canadese († 1967)
- 24 aprile - Egidio Reale, avvocato, antifascista e diplomatico italiano († 1958)
- 25 aprile - Jean Benoît-Lévy, regista francese († 1959)
- 25 aprile - Chōjun Miyagi, karateka e maestro di karate giapponese († 1953)
- 26 aprile - Frank J. Coleman, attore statunitense († 1948)
- 26 aprile - Mahmud al-Nuqrashi, politico egiziano († 1948)
- 27 aprile - Florence La Badie, attrice statunitense († 1917)
- 28 aprile - Harry Crerar, generale canadese († 1965)
- 28 aprile - Erik de Laval, pentatleta svedese († 1973)
- 29 aprile - Carlo Cavalli, politico italiano († 1923)
- 29 aprile - Dionys Schönecker, allenatore di calcio e calciatore austriaco († 1938)
- 29 aprile - Otto Wagener, militare tedesco († 1971)
- 30 aprile - Ernst Bahnmeyer, nuotatore tedesco († 1931)
- 30 aprile - David Jacobs, velocista britannico († 1976)
- 30 aprile - John Crowe Ransom, poeta statunitense († 1974)
- 30 aprile - Antonio Sant'Elia, architetto e pittore italiano († 1916)

## Maggio(98)
- 1º maggio - Attilio Cavallini, pittore italiano († 1946)
- 1º maggio - Beniamino De Ritis, giornalista e scrittore italiano († 1956)
- 1º maggio - Alphons Fryland, attore austriaco († 1953)
- 1º maggio - John Francis O'Hara, cardinale e arcivescovo cattolico statunitense († 1960)
- 2 maggio - Giuseppe Contesini, ciclista su strada italiano († 1958)
- 2 maggio - Josef Kaltenbrunner, calciatore austriaco († 1951)
- 2 maggio - Maxime Real del Sarte, scultore e politico francese († 1954)
- 2 maggio - Paolo Thaon di Revel, politico, dirigente sportivo e schermidore italiano († 1973)
- 3 maggio - Filippo Bentivegna, scultore italiano († 1967)
- 3 maggio - Alfred Braun, attore e regista tedesco († 1978)
- 3 maggio - Ernesto Page, politico italiano († 1969)
- 3 maggio - José María Robles Hurtado, presbitero messicano († 1927)
- 3 maggio - Clara Williams, attrice statunitense († 1928)
- 5 maggio - Derviš Korkut, bibliotecario, insegnante e umanista jugoslavo († 1969)
- 5 maggio - Domenico Sisca, presbitero e storico italiano († 1969)
- 6 maggio - Louis D'Angelo, basso-baritono italiano († 1958)
- 6 maggio - Václav Pilát, calciatore cecoslovacco († 1971)
- 6 maggio - Christiane Reimann, infermiera danese († 1979)
- 7 maggio - Hermann Fränkel, filologo classico tedesco († 1977)
- 8 maggio - Karl Beck, calciatore e allenatore di calcio austriaco († 1972)
- 8 maggio - János Földessy, allenatore di calcio ungherese († 1965)
- 8 maggio - Lauri Malmberg, generale finlandese († 1948)
- 8 maggio - Phil Rosen, regista e direttore della fotografia statunitense († 1951)
- 9 maggio - Francesco Baracca, aviatore italiano († 1918)
- 9 maggio - Rolf de Maré, imprenditore e collezionista d'arte svedese († 1964)
- 9 maggio - Camille Nys, calciatore belga
- 9 maggio - Gino Pavesi, ammiraglio italiano († 1960)
- 10 maggio - Gualtiero Laeng, alpinista, chimico e geografo italiano († 1968)
- 10 maggio - Romolo Moizo, magistrato, scrittore e dirigente sportivo italiano († 1955)
- 10 maggio - Mario Stanzani, generale e aviatore italiano († 1953)
- 10 maggio - Max Steiner, compositore austriaco († 1971)
- 11 maggio - Guglielmo Barnabò, attore italiano († 1954)
- 11 maggio - Irving Berlin, compositore statunitense († 1989)
- 11 maggio - Emilio Giglioli, generale italiano († 1957)
- 11 maggio - Willis Lee, ammiraglio e tiratore a segno statunitense († 1945)
- 11 maggio - Vittorio Morelli di Popolo, allenatore di calcio e calciatore italiano († 1963)
- 12 maggio - Theodor Reik, psicoanalista austriaco († 1969)
- 12 maggio - Fritz Schäffer, politico tedesco († 1967)
- 12 maggio - Mariano Stabile, baritono italiano († 1968)
- 13 maggio - Franz Künstler, politico e sindacalista tedesco († 1942)
- 13 maggio - Inge Lehmann, sismologa e geofisica danese († 1993)
- 14 maggio - Lucien Berland, entomologo e aracnologo francese († 1962)
- 14 maggio - Minotti Bøhn, calciatore norvegese († 1975)
- 14 maggio - Percy Courtman, nuotatore britannico († 1917)
- 14 maggio - Riccardo Decima, dirigente d'azienda italiano († 1945)
- 14 maggio - Erik Larsson, tiratore di fune svedese († 1934)
- 14 maggio - Miles Mander, attore, regista e sceneggiatore britannico († 1946)
- 14 maggio - Josef Karel Matocha, arcivescovo cattolico ceco († 1961)
- 14 maggio - Daniele Pescarolo, militare italiano
- 14 maggio - Hans Martin Pippart, militare e aviatore tedesco († 1918)
- 14 maggio - Simon Sabiani, politico e militare francese († 1956)
- 16 maggio - Rinčingijn Ėlbėgdorž, rivoluzionario e politico mongolo († 1938)
- 17 maggio - Luigi Bologna, aviatore e militare italiano († 1921)
- 17 maggio - Ezio Donatini, politico italiano († 1975)
- 17 maggio - Anton Durcovici, vescovo cattolico e beato austriaco († 1951)
- 18 maggio - Bedřich Havlena, militare e patriota cecoslovacco († 1918)
- 18 maggio - Maria Ruspoli, nobildonna italiana († 1976)
- 18 maggio - William Hood Simpson, generale statunitense († 1980)
- 18 maggio - Elena Aleksandrovna Smirnova, ballerina russa († 1934)
- 18 maggio - Walther von Wartburg, linguista, filologo e lessicografo svizzero († 1971)
- 19 maggio - Aurelio Natoli Lamantea, politico e giornalista italiano († 1970)
- 19 maggio - Nikolaj Michajlovič Švernik, politico sovietico († 1970)
- 20 maggio - Una Lucy Fielding, anatomista e neurologa australiana († 1969)
- 20 maggio - Mannes Francken, calciatore olandese († 1948)
- 20 maggio - Winfried Otto Schumann, fisico tedesco († 1974)
- 21 maggio - Evasio Lampiano, pilota automobilistico italiano († 1923)
- 21 maggio - Michael Schulien, presbitero, missionario e etnologo tedesco († 1968)
- 22 maggio - Sigvard Hultcrantz, tiratore a segno svedese († 1955)
- 22 maggio - Giuseppe Palamà, matematico italiano († 1959)
- 23 maggio - Bernardino Boifava, scultore italiano († 1953)
- 23 maggio - Luigi Deffenu, politico italiano († 1972)
- 23 maggio - Adriaan Roland Holst, poeta olandese († 1976)
- 23 maggio - Leopoldo Torres Balbás, architetto e restauratore spagnolo († 1960)
- 24 maggio - Mae Dahlberg, attrice australiana († 1969)
- 24 maggio - Conrad Patzig, ammiraglio tedesco († 1975)
- 24 maggio - Giovanni Sansone, matematico italiano († 1979)
- 24 maggio - Umberto Urbani, slavista e traduttore italiano († 1967)
- 25 maggio - Anatolij Nikolaevič Aleksandrov, compositore e pianista russo († 1982)
- 25 maggio - Luigi Candiani, architetto italiano († 1993)
- 25 maggio - Harukichi Hyakutake, generale giapponese († 1947)
- 25 maggio - Miles Malleson, attore, sceneggiatore e drammaturgo inglese († 1969)
- 25 maggio - René Vannes, musicologo belga († 1956)
- 25 maggio - Jean Wahl, filosofo francese († 1974)
- 26 maggio - Giulio Bordon, politico italiano († 1965)
- 26 maggio - Franco Caiola, antifascista e anarchico italiano († 1965)
- 26 maggio - Raffaele Ciasca, storico e politico italiano († 1975)
- 26 maggio - Aroldo Lindi, tenore svedese († 1944)
- 27 maggio - Louis Durey, compositore francese († 1979)
- 28 maggio - Kaarel Eenpalu, politico e giornalista estone († 1942)
- 28 maggio - Piggy Lambert, allenatore di pallacanestro statunitense († 1958)
- 29 maggio - Vasco Agosti, militare italiano († 1937)
- 29 maggio - Alfredo De Marsico, avvocato, giurista e politico italiano († 1985)
- 29 maggio - Giorgio Michetti, ufficiale e aviatore italiano († 1966)
- 30 maggio - Bruno Bernabei, avvocato e politico italiano († 1947)
- 30 maggio - Maximino Martínez, botanico messicano († 1964)
- 31 maggio - Giuseppe Salvatore Bellusci, politico italiano († 1972)
- 31 maggio - Jack Holt, attore statunitense († 1951)
- 31 maggio - Ernesto Meliante, allenatore di calcio uruguaiano

## Giugno(80)
- 1º giugno - Henry Beston, naturalista e scrittore statunitense († 1968)
- 1º giugno - Santos Moro Briz, vescovo cattolico spagnolo († 1980)
- 1º giugno - Imre Payer, allenatore di calcio e calciatore ungherese († 1957)
- 1º giugno - Elena Adelaide di Schleswig-Holstein-Sonderburg-Glücksburg, principessa danese († 1962)
- 2 giugno - Antonio Nardi, pittore italiano († 1965)
- 3 giugno - Alfredo Grandi, pittore italiano († 1968)
- 3 giugno - Albert Kluyver, microbiologo e biochimico olandese († 1956)
- 4 giugno - Lajos Egri, drammaturgo e scrittore ungherese († 1967)
- 5 giugno - Max Picard, scrittore svizzero († 1965)
- 6 giugno - Bob Glendenning, allenatore di calcio e calciatore inglese († 1940)
- 6 giugno - Valerian Vladimirovič Kujbyšev, rivoluzionario e politico russo († 1935)
- 6 giugno - Luigi Marchetti, calciatore e arbitro di pallanuoto italiano
- 6 giugno - Norberto Perini, arcivescovo cattolico italiano († 1977)
- 6 giugno - Pierre Versteegh, cavaliere olandese († 1942)
- 7 giugno - Konrad von Cochenhausen, generale tedesco († 1941)
- 7 giugno - Giuseppe De Robertis, critico letterario italiano († 1963)
- 7 giugno - Clarence DeMar, maratoneta statunitense († 1958)
- 8 giugno - Imre Gellért, ginnasta ungherese († 1981)
- 9 giugno - Ida Rentoul Outhwaite, illustratrice australiana († 1960)
- 9 giugno - Christian Schmidt, calciatore tedesco († 1917)
- 9 giugno - Friedrich Schürr, linguista austriaco († 1980)
- 10 giugno - Giosuè Borsi, scrittore e poeta italiano († 1915)
- 10 giugno - Heinrich Müller, calciatore e allenatore di calcio svizzero († 1957)
- 11 giugno - Francesco Cappa, militare e aviatore italiano († 1917)
- 11 giugno - Arthur Grimble, scrittore britannico († 1956)
- 11 giugno - Adam Zamenhof, medico e esperantista polacco († 1940)
- 12 giugno - Angelo Barile, poeta italiano († 1967)
- 12 giugno - Carlo Tucci, generale italiano († 1968)
- 12 giugno - Karl Pfeffer-Wildenbruch, generale e poliziotto tedesco († 1971)
- 13 giugno - Antonio Luridiana, generale italiano († 1957)
- 13 giugno - Fernando Pessoa, poeta, scrittore e aforista portoghese († 1935)
- 13 giugno - Marc Pincherle, musicologo francese († 1974)
- 13 giugno - Joseph Pletincx, pallanuotista belga († 1971)
- 13 giugno - Michel Roux-Spitz, architetto francese († 1957)
- 13 giugno - Elisabeth Schumann, soprano tedesco († 1952)
- 14 giugno - Sadi Dastarac, calciatore francese († 1911)
- 14 giugno - Hugh Fortescue, V conte di Fortescue, politico e militare britannico († 1958)
- 15 giugno - Ramón López Velarde, poeta e scrittore messicano († 1921)
- 16 giugno - Bobby Clark, attore statunitense († 1960)
- 16 giugno - William B. Davidson, attore statunitense († 1947)
- 16 giugno - Vincenzo Della Mura, generale italiano
- 16 giugno - Aleksandr Aleksandrovič Fridman, cosmologo e matematico russo († 1925)
- 16 giugno - Armando Poggioli, martellista e discobolo italiano († 1967)
- 17 giugno - Alfonso Bialetti, inventore, imprenditore e operaio italiano († 1970)
- 17 giugno - Heinz Guderian, generale tedesco († 1954)
- 17 giugno - Alberto Verdi, politico e avvocato italiano († 1962)
- 18 giugno - Biagio Budelacci, vescovo cattolico italiano († 1973)
- 18 giugno - Luciano Folgore, poeta italiano († 1966)
- 18 giugno - Robert Walker, attore statunitense († 1954)
- 18 giugno - Margarita Xirgu, attrice teatrale spagnola († 1969)
- 20 giugno - Raymond Gouin, calciatore francese († 1954)
- 21 giugno - Juan Domingo Brown, calciatore argentino († 1931)
- 22 giugno - Lyman Hine, bobbista statunitense († 1930)
- 22 giugno - Lo La Chapelle, calciatore olandese († 1966)
- 22 giugno - Eduard Reut-Nicolussi, giurista e politico austriaco († 1958)
- 22 giugno - Alan Seeger, poeta e militare statunitense († 1916)
- 23 giugno - Mabel Capper, attivista britannica († 1966)
- 23 giugno - Vittorio De Zanche, vescovo cattolico italiano († 1977)
- 23 giugno - Stefi Geyer, violinista ungherese († 1956)
- 23 giugno - Antonio Grego, militare italiano († 1917)
- 23 giugno - Lee Moran, attore, regista e sceneggiatore statunitense († 1961)
- 23 giugno - Ferdinand Münz, chimico austriaco († 1969)
- 24 giugno - Eugène Bridoux, generale francese († 1955)
- 24 giugno - Ottorino Davoli, pittore italiano († 1945)
- 24 giugno - Karl Gümbel, generale tedesco († 1970)
- 24 giugno - Boshirō Hosogaya, ammiraglio giapponese († 1964)
- 24 giugno - Gerrit Rietveld, architetto e artigiano olandese († 1964)
- 24 giugno - René Verriet de Litardière, botanico francese († 1957)
- 25 giugno - Antonius van Loon, tiratore di fune olandese († 1962)
- 26 giugno - Paul Niggli, mineralogista e geologo svizzero († 1953)
- 26 giugno - Claës-Axel Wersäll, ginnasta svedese († 1951)
- 27 giugno - Adalgisa Giana, cantante lirica italiana († 1970)
- 27 giugno - Guido Libertini, archeologo italiano († 1953)
- 28 giugno - Guido Ara, calciatore e allenatore di calcio italiano († 1975)
- 28 giugno - Augusto De Angelis, scrittore e giornalista italiano († 1944)
- 28 giugno - Pietro Pappagallo, presbitero e antifascista italiano († 1944)
- 28 giugno - Milunka Savić, militare serba († 1973)
- 29 giugno - Giovanni Mazzonis, dirigente sportivo e calciatore italiano († 1969)
- 29 giugno - Adolfo Scalpelli, pittore italiano († 1917)
- 29 giugno - Vladimir Petrovič Vetčinkin, scienziato sovietico († 1950)

## Luglio(99)
- 1º luglio - Alberto Magnelli, pittore italiano († 1971)
- 1º luglio - Muhammad Yunis al-Qadi, letterato egiziano († 1969)
- 1º luglio - Henry Thomas, pugile britannico († 1963)
- 2 luglio - Giuseppe Chiummiento, giornalista italiano († 1941)
- 2 luglio - Gian Paolo Rosmino, attore, regista e sceneggiatore italiano († 1982)
- 2 luglio - Selman Abraham Waksman, biologo e microbiologo ucraino († 1973)
- 3 luglio - Carlo De Luca, politico italiano († 1958)
- 3 luglio - Emmanuel Gambardella, giornalista e dirigente sportivo francese († 1953)
- 3 luglio - Ramón Gómez de la Serna, scrittore, giornalista e aforista spagnolo († 1963)
- 3 luglio - Kagaku Murakami, pittore e illustratore giapponese († 1939)
- 3 luglio - Giovanni Tonetti, partigiano e politico italiano († 1970)
- 3 luglio - Franz Weber, calciatore austriaco († 1947)
- 4 luglio - Henry Armetta, attore italiano († 1945)
- 4 luglio - Harold Burrough, ammiraglio britannico († 1977)
- 4 luglio - Dolores Cassinelli, attrice statunitense († 1984)
- 4 luglio - Aldo Rossini, militare e politico italiano († 1977)
- 5 luglio - Herbert Spencer Gasser, medico statunitense († 1963)
- 6 luglio - Felice Berardo, calciatore e arbitro di calcio italiano († 1956)
- 6 luglio - Eugenio Gara, giornalista, scrittore e critico musicale italiano († 1985)
- 6 luglio - Giovanni Fabbrici, avvocato e politico italiano († 1950)
- 7 luglio - Alfredo Coppola, psichiatra e neurologo italiano († 1957)
- 8 luglio - Andrea Aglietto, politico e partigiano italiano († 1965)
- 9 luglio - René Maupré, attore francese († 1976)
- 9 luglio - Gaston Quiribet, regista, direttore della fotografia e sceneggiatore francese († 1972)
- 9 luglio - Wang Yunwu, linguista e politico cinese († 1979)
- 10 luglio - Hazel Abel, politica statunitense († 1966)
- 10 luglio - Giorgio de Chirico, pittore, scultore e scrittore italiano († 1978)
- 11 luglio - Charles Sabini, mafioso britannico († 1950)
- 11 luglio - Carl Schmitt, giurista tedesco († 1985)
- 11 luglio - Charles Vigurs, ginnasta britannico († 1917)
- 12 luglio - Chana Orloff, scultrice russa († 1968)
- 12 luglio - Franz Sackmann, compositore di scacchi tedesco († 1927)
- 13 luglio - Anacleto González Flores, beato messicano († 1927)
- 13 luglio - Leonard Gerow, generale statunitense († 1972)
- 13 luglio - Jean Murat, attore francese († 1968)
- 13 luglio - Uliks Stranger, politico e avvocato austriaco († 1973)
- 13 luglio - Isaac Steinberg, avvocato e politico russo († 1957)
- 14 luglio - Enrico Accorretti, ammiraglio e aviatore italiano († 1978)
- 14 luglio - Kakutsa Cholokashvili, militare georgiano († 1930)
- 14 luglio - Odile Defraye, ciclista su strada e pistard belga († 1965)
- 14 luglio - Bohumil Mathesius, poeta, traduttore e linguista ceco († 1952)
- 14 luglio - Luther Reed, sceneggiatore e regista statunitense († 1961)
- 14 luglio - Ton Satomi, scrittore giapponese († 1983)
- 14 luglio - Scipio Slataper, scrittore e militare italiano († 1915)
- 14 luglio - Jacques de Lacretelle, romanziere francese († 1985)
- 15 luglio - Nathan Levinson, ingegnere statunitense († 1952)
- 15 luglio - Timothy McCarthy, esploratore e marinaio irlandese († 1917)
- 15 luglio - Ernst von Harnack, politico tedesco († 1945)
- 16 luglio - Angelo Calabrese, attore italiano († 1959)
- 16 luglio - Ugo Gobbato, ingegnere e dirigente d'azienda italiano († 1945)
- 16 luglio - Percy Kilbride, attore statunitense († 1964)
- 16 luglio - Franz Landgraf, generale tedesco († 1944)
- 16 luglio - Leone Leone, avvocato e politico italiano († 1966)
- 16 luglio - Frits Zernike, fisico olandese († 1966)
- 17 luglio - Shmuel Yosef Agnon, scrittore e poeta israeliano († 1970)
- 17 luglio - Milán Füst, scrittore, drammaturgo e poeta ungherese († 1967)
- 17 luglio - Pavol Peter Gojdič, vescovo cattolico slovacco († 1960)
- 17 luglio - Konrad Törnqvist, calciatore svedese († 1952)
- 17 luglio - Lotario Vecchi, editore e fumettista italiano († 1985)
- 17 luglio - Wilhelm Wetzel, generale tedesco († 1964)
- 18 luglio - Wilfrid Freeman, aviatore e militare britannico († 1953)
- 18 luglio - Victor Gibson, allenatore di calcio e calciatore inglese († 1958)
- 18 luglio - Alvah Meyer, velocista statunitense († 1939)
- 19 luglio - Olga Vittoria Gentilli, attrice italiana († 1957)
- 19 luglio - Enno Lolling, medico tedesco († 1945)
- 19 luglio - Kurt Stenberg, ginnasta finlandese († 1936)
- 19 luglio - Carlo Streit, calciatore svizzero
- 20 luglio - Edward Williams, canottiere britannico († 1915)
- 21 luglio - Carlos Duarte Costa, vescovo cattolico brasiliano († 1961)
- 21 luglio - Ciro Formisano, cantante e attore italiano († 1963)
- 21 luglio - Giovanni Mauro, dirigente sportivo e arbitro di calcio italiano († 1958)
- 22 luglio - Mario Carusi, politico italiano
- 23 luglio - Annibale Carletti, presbitero e militare italiano († 1972)
- 23 luglio - Raymond Chandler, scrittore e sceneggiatore statunitense († 1959)
- 24 luglio - Johan Axel Eriksson, architetto e inventore svedese († 1961)
- 24 luglio - Theophil Henry Hildebrandt, matematico statunitense († 1980)
- 24 luglio - Frank McDonald, giocatore di curling canadese († 1971)
- 24 luglio - Giacomo Strizzi, poeta italiano († 1961)
- 25 luglio - Giacomo Acerbo, economista e politico italiano († 1969)
- 25 luglio - Gabrè, cantautore italiano († 1946)
- 25 luglio - Armando Gori, militare italiano († 1953)
- 26 luglio - Nat Agar, calciatore, allenatore di calcio e dirigente sportivo inglese († 1978)
- 26 luglio - Aleksandr Stepanovič Antonov, politico e rivoluzionario russo († 1922)
- 26 luglio - Marcel Jouhandeau, scrittore francese († 1979)
- 26 luglio - Gazanfar Musabekov, rivoluzionario e politico azero († 1938)
- 27 luglio - Volt, poeta, scrittore e giornalista italiano († 1927)
- 27 luglio - Harold Rayner, schermidore statunitense († 1954)
- 27 luglio - Oscar di Prussia, nobile tedesco († 1958)
- 28 luglio - Rosina Ferrario, aviatrice italiana († 1957)
- 29 luglio - George Chesebro, attore statunitense († 1959)
- 29 luglio - Luigi Manzoni, agronomo e politico italiano († 1968)
- 29 luglio - Paolo Ravano, calciatore italiano († 1959)
- 29 luglio - Gustav Sandberg, calciatore svedese († 1956)
- 29 luglio - Niles Welch, attore statunitense († 1976)
- 29 luglio - Farnsworth Wright, curatore editoriale statunitense († 1940)
- 30 luglio - Jean-Jacques Bernard, commediografo e scrittore francese († 1972)
- 30 luglio - Werner Jaeger, filologo classico e grecista tedesco († 1961)
- 31 luglio - Karl Lund, ginnasta finlandese († 1942)
- 31 luglio - Margaret Whistler, attrice e costumista statunitense († 1939)

## Agosto(99)
- 1º agosto - Luigi Boffi, calciatore italiano († 1915)
- 1º agosto - Marx Dormoy, politico francese († 1941)
- 1º agosto - Charles Winslow, tennista sudafricano († 1963)
- 2 agosto - Ugo Giannattasio, pittore e scrittore italiano († 1958)
- 2 agosto - Edwin C. Hahn, ingegnere statunitense († 1942)
- 2 agosto - Luigi Efisio Marras, generale italiano († 1991)
- 2 agosto - Osvaldo Sebastiani, politico italiano († 1944)
- 2 agosto - Giove Toppi, fumettista italiano († 1942)
- 2 agosto - Giovanni Battista Vagge, calciatore, arbitro di calcio e giornalista italiano († 1965)
- 3 agosto - Allen Holubar, attore, regista e sceneggiatore statunitense († 1923)
- 3 agosto - August Kubizek, direttore d'orchestra e scrittore austriaco († 1956)
- 3 agosto - Friedrich-Wilhelm von Loeper, generale tedesco († 1983)
- 4 agosto - Betty Brice, attrice statunitense († 1935)
- 4 agosto - George Finch, chimico e alpinista australiano († 1970)
- 4 agosto - Milan Stojadinović, politico e economista jugoslavo († 1961)
- 5 agosto - Herman Donners, pallanuotista belga († 1915)
- 5 agosto - Victor Francen, attore belga († 1977)
- 5 agosto - Hans Piffrader, scultore italiano († 1950)
- 6 agosto - Salvador Castaneda Castro, generale e politico salvadoregno († 1965)
- 6 agosto - Heinrich Schlusnus, baritono tedesco († 1952)
- 7 agosto - Ronald Thomas, tennista australiano († 1936)
- 8 agosto - Hans von Rosen, cavaliere svedese († 1952)
- 9 agosto - Fred C. Newmeyer, attore e regista statunitense († 1967)
- 9 agosto - Julija Aleksandrovna Smol'skaja, nobildonna russa († 1963)
- 10 agosto - Cristoforo di Grecia, principe greco († 1940)
- 10 agosto - Arvid Fagrell, calciatore svedese († 1932)
- 10 agosto - Gustaf Wretman, nuotatore svedese († 1949)
- 11 agosto - Guglielmo Barbò, generale italiano († 1944)
- 11 agosto - Domenico Capello, calciatore italiano († 1926)
- 11 agosto - Leonino Da Zara, aviatore, pilota automobilistico e scrittore italiano († 1958)
- 11 agosto - Owen Nares, attore inglese († 1943)
- 12 agosto - Axel di Danimarca, danese († 1964)
- 12 agosto - Giorgio Bardanzellu, ufficiale, avvocato e politico italiano († 1974)
- 12 agosto - Irene Giblin, pianista e compositrice statunitense († 1974)
- 12 agosto - Teruhisa Komatsu, ammiraglio giapponese († 1970)
- 13 agosto - John Logie Baird, inventore britannico († 1946)
- 13 agosto - Vittorio Fainelli, storico e bibliotecario italiano († 1968)
- 13 agosto - Johannes Meyer, regista e sceneggiatore tedesco († 1976)
- 13 agosto - Pëtr Lazarevič Vojkov, rivoluzionario russo († 1927)
- 14 agosto - Amedeo Escobar, compositore e musicista italiano († 1973)
- 14 agosto - Rosa Ramalho, ceramista portoghese († 1977)
- 14 agosto - Emma Zimmer, criminale di guerra tedesca († 1948)
- 15 agosto - Gottlieb Duttweiler, imprenditore e politico svizzero († 1962)
- 15 agosto - Maude George, attrice statunitense († 1963)
- 15 agosto - Hermann Leopoldi, compositore e cabarettista austriaco († 1959)
- 15 agosto - Grigorij Jakovlevič Sokol'nikov, politico e diplomatico sovietico († 1939)
- 15 agosto - Albert Spalding, violinista statunitense († 1953)
- 16 agosto - Dora Gabe, poetessa e scrittrice bulgara († 1983)
- 16 agosto - Karl Harmer, calciatore e allenatore di calcio austriaco († 1966)
- 16 agosto - Thomas Edward Lawrence, agente segreto, militare e archeologo britannico († 1935)
- 17 agosto - Monty Woolley, attore statunitense († 1963)
- 18 agosto - George Fairbairn, canottiere britannico († 1915)
- 18 agosto - Gerhard Wagner, medico tedesco († 1939)
- 19 agosto - Donato Pavesi, marciatore italiano († 1946)
- 19 agosto - Arduino Severini, avvocato e politico italiano († 1953)
- 19 agosto - Margaret Tarrant, artista inglese († 1959)
- 20 agosto - Eric Blom, lessicografo, musicologo e critico musicale svizzero († 1959)
- 20 agosto - Enzo Fusco, cantante e chitarrista italiano
- 20 agosto - Kiichiro Higuchi, generale giapponese († 1970)
- 20 agosto - Muhammad Husayn Haykal, scrittore egiziano († 1956)
- 20 agosto - Tôn Đức Thắng, politico vietnamita († 1980)
- 20 agosto - Harry Welfare, calciatore e allenatore di calcio inglese († 1966)
- 21 agosto - Ernesto Fígoli, allenatore di calcio e calciatore uruguaiano († 1981)
- 21 agosto - Evelyn Parnell, soprano statunitense († 1939)
- 21 agosto - Charles Ambrose Storey, arabista e iranista britannico († 1968)
- 22 agosto - Francisco Cunha Leal, politico portoghese († 1970)
- 22 agosto - Walther von Seydlitz-Kurzbach, generale tedesco († 1976)
- 22 agosto - Gustavo di Thurn und Taxis, politico tedesco († 1919)
- 23 agosto - Wilhelm Behrens, generale tedesco († 1968)
- 23 agosto - Jacques Félix Emmanuel Bouxin, ammiraglio francese († 1977)
- 23 agosto - Arnaldo Frateili, poeta, scrittore e giornalista italiano († 1965)
- 23 agosto - Antoine Pol, poeta francese († 1971)
- 23 agosto - Alfred Sturm, generale tedesco († 1962)
- 24 agosto - Alberto Bimboni, compositore e direttore d'orchestra italiano († 1960)
- 24 agosto - Leo Bosschart, calciatore olandese († 1951)
- 24 agosto - Marcel Piquet, vescovo cattolico e missionario francese († 1966)
- 25 agosto - Anatolij Gekker, generale sovietico († 1937)
- 25 agosto - Guido Negri, ufficiale italiano († 1916)
- 25 agosto - Quirino Perfetto, sindacalista e anarchico italiano († 1950)
- 25 agosto - Augusto Turati, politico, dirigente sportivo e giornalista italiano († 1955)
- 26 agosto - Giuseppe Bianchi, ingegnere italiano († 1969)
- 26 agosto - Riccardo Ferrari, imprenditore e politico italiano († 1973)
- 26 agosto - Henrik Kauffmann, diplomatico e politico danese († 1963)
- 26 agosto - Constantin Pantazi, generale e politico rumeno († 1958)
- 27 agosto - Violet Richardson Ward, docente statunitense († 1979)
- 28 agosto - Pietro Deiro, fisarmonicista italiano († 1954)
- 28 agosto - Gjon Markagjoni, politico albanese († 1966)
- 28 agosto - Aldo Pellegrini, generale e aviatore italiano († 1940)
- 28 agosto - Eduardo Santos, politico, giornalista e avvocato colombiano († 1974)
- 28 agosto - Karel Wälzer, hockeista su ghiaccio cecoslovacco († 1948)
- 29 agosto - Gun'ichi Mikawa, ammiraglio giapponese († 1981)
- 29 agosto - Michelangelo Paternò del Toscano, politico italiano († 1965)
- 29 agosto - George Sutherland-Leveson-Gower, V duca di Sutherland, politico inglese († 1963)
- 30 agosto - Ramón Acín, pittore, scrittore e anarchico spagnolo († 1936)
- 30 agosto - Tokuzō Akiyama, cuoco giapponese († 1974)
- 30 agosto - Eduardo Ciannelli, attore e baritono italiano († 1969)
- 30 agosto - Bessie Learn, attrice statunitense († 1987)
- 31 agosto - Gaston Cornereau, schermidore francese († 1944)
- 31 agosto - Giulio Foresti, pilota automobilistico italiano († 1965)

## Settembre(94)
- 1º settembre - Florence Dye, attrice statunitense († 1958)
- 1º settembre - Jay Gould II, giocatore di pallacorda statunitense († 1935)
- 1º settembre - Gabriel Thorstensen, ginnasta norvegese († 1974)
- 2 settembre - Luigi Carnacina, gastronomo italiano († 1981)
- 2 settembre - Mario Cosatti, magistrato italiano († 1963)
- 2 settembre - Enea Venturi, imprenditore, pubblicista e politico italiano († 1963)
- 3 settembre - Hans Friedrich Blunck, scrittore e poeta tedesco († 1961)
- 3 settembre - Dmitrij Lagunov, calciatore russo († 1942)
- 3 settembre - Nereu de Oliveira Ramos, avvocato e politico brasiliano († 1958)
- 4 settembre - Louise Glaum, attrice statunitense († 1970)
- 4 settembre - Giuseppe Mancino, militare italiano († 1918)
- 4 settembre - Oskar Schlemmer, pittore e scultore tedesco († 1943)
- 5 settembre - Robert Ellis, scenografo statunitense († 1935)
- 5 settembre - Sarvepalli Radhakrishnan, filosofo e politico indiano († 1975)
- 5 settembre - Alberto de Agazio, generale italiano († 1943)
- 6 settembre - William Anderson, pistard canadese († 1928)
- 6 settembre - Red Faber, giocatore di baseball statunitense († 1976)
- 6 settembre - Edward Hearn, attore statunitense († 1963)
- 6 settembre - Joseph P. Kennedy, politico, diplomatico e imprenditore statunitense († 1969)
- 6 settembre - Adam Massinger, astronomo tedesco († 1914)
- 6 settembre - Otto Nückel, pittore e illustratore tedesco († 1955)
- 7 settembre - Oriolo Frezzotti, architetto e urbanista italiano († 1965)
- 7 settembre - Guido Lami, generale italiano († 1941)
- 7 settembre - Muhammad Shah II di Terengganu, sovrano malese († 1956)
- 8 settembre - Genevieve Hamper, attrice statunitense († 1971)
- 8 settembre - Louis Zimmer, astronomo e orologiaio belga († 1970)
- 9 settembre - Miguel Ángel Builes Gómez, vescovo cattolico colombiano († 1971)
- 10 settembre - Israel Abramofsky, pittore russo († 1975)
- 10 settembre - Antonio Ambrosini, giurista italiano († 1983)
- 10 settembre - Béla Varga, lottatore ungherese († 1969)
- 11 settembre - Henri Hanlet, ciclista su strada belga († 1964)
- 11 settembre - Giovanni Spezzaferri, compositore italiano († 1963)
- 12 settembre - Maurice Chevalier, attore e cantante francese († 1972)
- 12 settembre - Carl Hilpert, generale tedesco († 1947)
- 12 settembre - John Stone, produttore cinematografico e sceneggiatore statunitense († 1961)
- 13 settembre - Elliot Adams, scienziato statunitense († 1971)
- 13 settembre - Fritz Becker, calciatore tedesco († 1963)
- 13 settembre - Donald Clark Godwin, militare e marinaio statunitense († 1943)
- 13 settembre - Ėmmanuil Ionovič Kviring, politico sovietico († 1937)
- 14 settembre - Osvald Moberg, ginnasta svedese († 1933)
- 15 settembre - Antonio Ascari, pilota automobilistico italiano († 1925)
- 15 settembre - Carlos Larronde, poeta, drammaturgo e giornalista francese († 1940)
- 15 settembre - Hanna Rovina, attrice teatrale e attrice cinematografica israeliana († 1980)
- 16 settembre - Walter Owen Bentley, ingegnere e imprenditore inglese († 1971)
- 16 settembre - Til Brugman, poetessa e scrittrice olandese († 1958)
- 16 settembre - Giuseppe Buciuni, marinaio e militare italiano († 1941)
- 16 settembre - Karl Gustafsson, calciatore svedese († 1960)
- 16 settembre - Luigi Meomartini, musicista e politico italiano († 1955)
- 16 settembre - Almira Sessions, attrice statunitense († 1974)
- 16 settembre - Frans Eemil Sillanpää, scrittore finlandese († 1964)
- 16 settembre - Vasilij Grigor'evič Voskresenskij, impresario teatrale, direttore teatrale e militare russo († 1951)
- 17 settembre - Tito Cesare Canovai, politico e prefetto italiano († 1972)
- 17 settembre - Eric-Heinrich Clößner, generale tedesco († 1976)
- 17 settembre - Gianfranco Giachetti, attore italiano († 1936)
- 17 settembre - Bruno Pollazzi, dirigente sportivo italiano († 1972)
- 17 settembre - Boris Vital'evič Čajkovskij, regista cinematografico russo († 1924)
- 18 settembre - Arvid Arisholm, calciatore norvegese († 1963)
- 18 settembre - Casilda Fernández de Henestrosa, nobildonna spagnola († 1987)
- 18 settembre - Toni Wolff, psicologa svizzera († 1953)
- 19 settembre - James Waddell Alexander, matematico statunitense († 1971)
- 19 settembre - Emilio Chironi, ciclista su strada italiano († 1954)
- 19 settembre - Wilhelm Fahrmbacher, generale tedesco († 1970)
- 19 settembre - Porter Hall, attore statunitense († 1953)
- 19 settembre - Grey Owl, scrittore inglese († 1938)
- 20 settembre - Antonio Allocchio, schermidore italiano († 1956)
- 20 settembre - Karl Jäger, militare svizzero († 1959)
- 20 settembre - John Painter, supercentenario statunitense († 2001)
- 20 settembre - Eugen Wiskovský, fotografo, insegnante e editore ceco († 1964)
- 21 settembre - Martin Benka, pittore e illustratore slovacco († 1971)
- 21 settembre - Enrico Montalbetti, arcivescovo cattolico italiano († 1943)
- 22 settembre - Roberto Matricardi, militare italiano († 1945)
- 22 settembre - Keller Rockey, generale statunitense († 1970)
- 23 settembre - Raffaele de Courten, ammiraglio e politico italiano († 1978)
- 23 settembre - Adolf Fischera, calciatore austriaco († 1938)
- 25 settembre - Cornelia Barns, illustratrice statunitense († 1941)
- 25 settembre - Stefan Mazurkiewicz, matematico polacco († 1945)
- 25 settembre - Ottorino Mezzalama, alpinista italiano († 1931)
- 25 settembre - Sándor Pósta, schermidore ungherese († 1952)
- 25 settembre - Hanna Ralph, attrice tedesca († 1978)
- 25 settembre - Paul Scheuermeier, linguista e filologo svizzero († 1973)
- 26 settembre - Andreas Breynk, calciatore tedesco († 1957)
- 26 settembre - Carlo Ciampolini, politico, avvocato e letterato italiano († 1986)
- 26 settembre - J. Frank Dobie, scrittore e giornalista statunitense († 1964)
- 26 settembre - T. S. Eliot, poeta, saggista e critico letterario statunitense († 1965)
- 27 settembre - Basil Dean, regista, produttore cinematografico e sceneggiatore britannico († 1978)
- 27 settembre - Richard Kohn, calciatore e allenatore di calcio austriaco († 1963)
- 27 settembre - Edward Ingram Watkin, scrittore e filosofo inglese († 1981)
- 28 settembre - Alfonso Gibilaro, pianista e compositore italiano († 1957)
- 28 settembre - Joachim Lemelsen, generale tedesco († 1954)
- 28 settembre - Renata d'Asburgo-Teschen, nobile († 1935)
- 29 settembre - Fritz Kahn, divulgatore scientifico e saggista tedesco († 1968)
- 30 settembre - Joseph C. Boyle, regista statunitense († 1972)
- 30 settembre - Louis Lecoin, attivista, sindacalista e anarchico francese († 1971)
- 30 settembre - Masako, principessa Takeda, principessa giapponese († 1940)

## Ottobre(114)
- 1º ottobre - Ramon d'Abadal i de Vinyals, storiografo spagnolo († 1970)
- 1º ottobre - Marc Edmund Jones, scrittore, sceneggiatore e astrologo statunitense († 1980)
- 1º ottobre - Richard Manuel, pallanuotista austriaco
- 2 ottobre - Sisto Frajria, militare italiano († 1917)
- 2 ottobre - Vincenzo Fresia, allenatore di calcio e calciatore italiano († 1946)
- 2 ottobre - Priamo Leonardi, ammiraglio italiano († 1984)
- 2 ottobre - Giuseppe Tugnoli, pesista e discobolo italiano († 1968)
- 3 ottobre - Claud Allister, attore britannico († 1970)
- 3 ottobre - Wade Boteler, attore e sceneggiatore statunitense († 1943)
- 3 ottobre - Varfolomej Nikolaj Remov, vescovo cattolico russo († 1935)
- 3 ottobre - Roy Webb, compositore statunitense († 1982)
- 4 ottobre - Jimmie Adams, attore statunitense († 1933)
- 4 ottobre - Francesco Pantaleo Gabrieli, magistrato italiano († 1962)
- 4 ottobre - Olof Ohlsson, calciatore svedese († 1962)
- 4 ottobre - Friedrich Olbricht, generale tedesco († 1944)
- 4 ottobre - Karl Tinzl, politico italiano († 1964)
- 4 ottobre - Hugo Valentin, storico svedese († 1963)
- 4 ottobre - Martin Åberg, pittore svedese († 1946)
- 5 ottobre - Mary Fuller, attrice e sceneggiatrice statunitense († 1973)
- 6 ottobre - Maria Bertilla Boscardin, religiosa italiana († 1922)
- 6 ottobre - Max Butting, compositore tedesco († 1976)
- 6 ottobre - Roland Garros, aviatore francese († 1918)
- 6 ottobre - Giuseppe Moroni, pittore italiano († 1959)
- 6 ottobre - Birger Nerman, archeologo e scrittore svedese († 1971)
- 7 ottobre - Arturo Boiocchi, calciatore e allenatore di calcio italiano († 1964)
- 7 ottobre - Henry A. Wallace, politico e imprenditore statunitense († 1965)
- 8 ottobre - Friedrich Fromm, generale tedesco († 1945)
- 8 ottobre - Ernst Kretschmer, psichiatra tedesco († 1964)
- 9 ottobre - Nikolaj Ivanovič Bucharin, rivoluzionario e politico russo († 1938)
- 9 ottobre - Irving Cummings, regista, attore e sceneggiatore statunitense († 1959)
- 9 ottobre - Hank Patterson, attore statunitense († 1975)
- 10 ottobre - Richard Boyle, canottiere britannico († 1953)
- 10 ottobre - Teodoro Bronzini, politico e giornalista argentino († 1981)
- 10 ottobre - Jakov Davydov, agente segreto, diplomatico e politico sovietico († 1938)
- 10 ottobre - Carlo Borwin di Meclemburgo-Strelitz, principe († 1908)
- 10 ottobre - Giuseppe Mingrino, politico italiano († 1958)
- 10 ottobre - Jean Touzet du Vigier, generale francese († 1980)
- 12 ottobre - Helen Fouché Gaines, crittologa statunitense († 1940)
- 13 ottobre - Eric Crockford, hockeista su prato britannico († 1958)
- 13 ottobre - Raoul Heide, schermidore norvegese († 1978)
- 13 ottobre - Charles Scharrès, pianista, compositore e pedagogo belga († 1957)
- 14 ottobre - Bruno Adler, storico dell'arte e scrittore tedesco († 1968)
- 14 ottobre - Adriano Barcelloni Corte, ingegnere, urbanista e politico italiano († 1980)
- 14 ottobre - Joe Cottrill, mezzofondista britannico († 1972)
- 14 ottobre - Alois Kwietek, calciatore austriaco († 1967)
- 14 ottobre - Katherine Mansfield, scrittrice neozelandese († 1923)
- 14 ottobre - Mike Pingitore, suonatore di banjo statunitense († 1952)
- 14 ottobre - Pier Felice Stangoni, politico e giornalista italiano
- 15 ottobre - Alfonso Draghetti, agronomo italiano († 1960)
- 15 ottobre - Leif Erichsen, velista norvegese († 1924)
- 15 ottobre - Christian Gitsham, maratoneta sudafricano († 1956)
- 15 ottobre - Paul Hurst, attore, regista e sceneggiatore statunitense († 1953)
- 15 ottobre - Kyūji Kubo, ammiraglio giapponese († 1958)
- 15 ottobre - Ugo Ortona, pittore e incisore italiano († 1977)
- 16 ottobre - Cia Fornaroli, ballerina, coreografa e attrice italiana († 1954)
- 16 ottobre - Michail Kaganovič, politico e rivoluzionario sovietico († 1941)
- 16 ottobre - Lajos Máriássy, calciatore e allenatore di calcio ungherese († 1953)
- 16 ottobre - Émile Masson, ciclista su strada belga († 1973)
- 16 ottobre - Eugene O'Neill, drammaturgo statunitense († 1953)
- 17 ottobre - Paul Bernays, matematico svizzero († 1977)
- 17 ottobre - Vittorio Buratti, imprenditore, politico e filantropo italiano († 1949)
- 17 ottobre - Paolo Conca, operaio, politico e antifascista italiano († 1968)
- 17 ottobre - Franciszek Wład, generale polacco († 1939)
- 18 ottobre - Luigi Bon, dirigente d'azienda italiano († 1969)
- 18 ottobre - Edward Lipiński, economista polacco († 1986)
- 18 ottobre - Eucardio Momigliano, giornalista, politico e storico italiano († 1970)
- 19 ottobre - Eugenio Garrone, militare italiano († 1918)
- 19 ottobre - Walter McGrail, attore statunitense († 1970)
- 20 ottobre - Inayatullāh Khan, sovrano afghano († 1946)
- 20 ottobre - Carlo Morgari, pittore italiano († 1970)
- 21 ottobre - Telesforo Fini, imprenditore italiano († 1971)
- 21 ottobre - Carin von Kantzow, svedese († 1931)
- 22 ottobre - Bonaventura Barattelli, compositore e pianista italiano († 1933)
- 22 ottobre - Gabriel Cochet, generale francese († 1973)
- 22 ottobre - Luigi Corazzin, politico italiano († 1946)
- 22 ottobre - György Kőszegi, allenatore di calcio e calciatore ungherese († 1961)
- 22 ottobre - Andrej Suvorov, calciatore russo († 1917)
- 23 ottobre - Maria Cengia Sambo, botanica italiana († 1939)
- 23 ottobre - Wilhelm Stemmermann, generale tedesco († 1944)
- 24 ottobre - Carlo Bergamini, ammiraglio italiano († 1943)
- 24 ottobre - Anders Haugen, sciatore nordico statunitense († 1984)
- 24 ottobre - Maurice Janet, matematico francese († 1983)
- 24 ottobre - Marek Weber, violinista tedesco († 1964)
- 25 ottobre - Giuseppe Brambilla, ciclista su strada italiano († 1918)
- 25 ottobre - Richard Evelyn Byrd, ammiraglio e esploratore statunitense († 1957)
- 25 ottobre - Juanita Caracciolo, soprano italiana († 1924)
- 25 ottobre - Elizabeth C. Crosby, neuroscienziata statunitense († 1983)
- 25 ottobre - Lester Cuneo, attore statunitense († 1925)
- 25 ottobre - Nils von Dardel, pittore svedese († 1943)
- 25 ottobre - Attilio Gallina, calciatore italiano († 1941)
- 25 ottobre - Viljo Lietola, calciatore finlandese († 1955)
- 25 ottobre - Jan Palouš, hockeista su ghiaccio ceco († 1971)
- 25 ottobre - Léon Tom, schermidore e bobbista belga
- 25 ottobre - Alfredo Violante, giornalista e antifascista italiano († 1945)
- 26 ottobre - Patrick James Byrne, vescovo cattolico e missionario statunitense († 1950)
- 26 ottobre - Gino Doria, giornalista, scrittore e storico italiano († 1975)
- 26 ottobre - Joseph Gregor, scrittore e storico austriaco († 1960)
- 26 ottobre - Doris Stevens, scrittrice e attivista statunitense († 1963)
- 27 ottobre - Richard Eichberg, regista, attore e produttore cinematografico tedesco († 1953)
- 27 ottobre - Otto Löble, calciatore tedesco († 1967)
- 27 ottobre - Evelina Ravis, pediatra e psichiatra italiana († 1977)
- 29 ottobre - Eliseo Brown, calciatore argentino
- 29 ottobre - Luigi Galimberti, liutaio italiano († 1957)
- 29 ottobre - Angelo Nicolato, politico e oculista italiano († 1961)
- 30 ottobre - Heinrich Bachmann, calciatore e allenatore di calcio svizzero († 1980)
- 30 ottobre - Geoffrey Keyes, generale statunitense († 1967)
- 30 ottobre - Alan Kirk, ammiraglio statunitense († 1963)
- 30 ottobre - Louis Menges, calciatore statunitense († 1969)
- 30 ottobre - Carlo Romagnoli, pittore italiano († 1965)
- 30 ottobre - Kōnstantinos Tsiklītīras, lunghista e altista greco († 1913)
- 31 ottobre - Andreas Cervin, ginnasta svedese († 1972)
- 31 ottobre - Angelo Policardi, generale italiano († 1943)
- 31 ottobre - Marcello Serrazanetti, pioniere dell'aviazione, militare e politico italiano († 1941)
- 31 ottobre - George Hubert Wilkins, esploratore australiano († 1958)

## Novembre(107)
- 1º novembre - Albert Edison Austin, golfista canadese († 1913)
- 1º novembre - Fenner Brockway, politico e attivista britannico († 1988)
- 1º novembre - Packey McFarland, pugile statunitense († 1936)
- 1º novembre - Michał Sopoćko, presbitero polacco († 1975)
- 1º novembre - Viliami Tungī Mailefihi, principe e politico tongano († 1941)
- 2 novembre - Alfred Asikainen, lottatore finlandese († 1942)
- 2 novembre - Scott Duncan, calciatore e allenatore di calcio scozzese († 1976)
- 3 novembre - Harry Colclough, calciatore e allenatore di calcio inglese († 1976)
- 3 novembre - Jacques Coomans, ciclista su strada belga († 1980)
- 3 novembre - Ernesto Sannino, generale italiano
- 3 novembre - Maurice Vinot, attore francese († 1916)
- 3 novembre - Theodor von Wrede, militare tedesco († 1973)
- 4 novembre - Otto Gelsted, poeta danese († 1968)
- 4 novembre - John O'Brien, arbitro di pallacanestro, dirigente sportivo e dirigente d'azienda statunitense († 1967)
- 4 novembre - Richard Queck, calciatore tedesco († 1968)
- 4 novembre - Géza Tuli, ginnasta ungherese († 1966)
- 5 novembre - Saverio Dioguardi, architetto italiano († 1961)
- 5 novembre - Willie McCartney, allenatore di calcio e calciatore scozzese († 1948)
- 5 novembre - Carlo Oriani, ciclista su strada italiano († 1917)
- 5 novembre - Luigi Ferdinando d'Orléans, principe spagnolo († 1945)
- 5 novembre - Donato Pafundi, politico e magistrato italiano († 1973)
- 5 novembre - George Schaefer, produttore cinematografico statunitense († 1981)
- 6 novembre - Pietro Baccanelli, politico italiano († 1964)
- 7 novembre - Chandrasekhara Venkata Raman, fisico indiano († 1970)
- 7 novembre - Karl Ritter, regista, produttore cinematografico e sceneggiatore tedesco († 1977)
- 7 novembre - Reinhold Schünzel, attore, regista e sceneggiatore tedesco († 1954)
- 8 novembre - Gabriel Poix, canottiere francese († 1946)
- 9 novembre - Emilio Artom, matematico italiano († 1952)
- 9 novembre - Ennio Avanzini, avvocato e politico italiano († 1962)
- 9 novembre - Jean Monnet, politico francese († 1979)
- 9 novembre - Ernst Wide, mezzofondista svedese († 1950)
- 10 novembre - Edvige Mussolini, italiana († 1952)
- 10 novembre - Eugène Petel, calciatore francese († 1914)
- 10 novembre - Juan Antonio Ríos, avvocato e politico cileno († 1946)
- 10 novembre - Antonio Giuseppe Santagata, pittore e scultore italiano († 1985)
- 10 novembre - Klaus Suomela, ginnasta finlandese († 1962)
- 10 novembre - Andrej Nikolaevič Tupolev, ingegnere aeronautico sovietico († 1972)
- 11 novembre - Abul Kalam Azad, politico indiano († 1958)
- 11 novembre - Giovanni Grasso, attore italiano († 1963)
- 11 novembre - Johannes Itten, pittore, designer e scrittore svizzero († 1967)
- 11 novembre - Virginia Kirtley, attrice e sceneggiatrice statunitense († 1956)
- 11 novembre - Stefan Lux, giornalista, poeta e regista slovacco († 1936)
- 11 novembre - Hans von Salmuth, generale tedesco († 1962)
- 11 novembre - Carlos Scarone, calciatore uruguaiano († 1965)
- 11 novembre - Martin Stahnke, canottiere tedesco († 1969)
- 12 novembre - Biondo Biondi, giurista italiano († 1966)
- 12 novembre - Max Breunig, allenatore di calcio e calciatore tedesco († 1961)
- 12 novembre - Hans Howaldt, militare tedesco († 1970)
- 12 novembre - Svetislav Hođera, militare, aviatore e politico jugoslavo († 1961)
- 12 novembre - Hermann Tittel, generale tedesco († 1959)
- 13 novembre - Antonio Aranda Mata, generale spagnolo († 1979)
- 13 novembre - Philip Francis Nowlan, scrittore statunitense († 1940)
- 14 novembre - Albino Pasini, ingegnere, dirigente d'azienda e politico italiano († 1972)
- 15 novembre - Armida Cozzolino, attrice e cantante italiana († 1944)
- 15 novembre - Celestino Ferrario, politico italiano († 1959)
- 15 novembre - Arturo Kellner Ongaro, generale italiano († 1965)
- 15 novembre - James W. Morrison, attore statunitense († 1974)
- 15 novembre - Alma Pihl, designer finlandese († 1976)
- 15 novembre - Harald Sverdrup, oceanografo e meteorologo norvegese († 1957)
- 16 novembre - Giovanni Balbo, partigiano italiano († 1945)
- 16 novembre - Henri Bosco, scrittore francese († 1976)
- 16 novembre - Émilien Devic, calciatore francese († 1944)
- 17 novembre - Sebastian Englert, presbitero, missionario e linguista tedesco († 1969)
- 17 novembre - Curt Goetz, drammaturgo, sceneggiatore e attore tedesco († 1960)
- 18 novembre - Richard Brünner, schermidore austriaco († 1962)
- 18 novembre - Nestore Caggiano, compositore e oboista italiano († 1918)
- 18 novembre - Frances Marion, sceneggiatrice, regista e giornalista statunitense († 1973)
- 18 novembre - Gustaf Molander, attore e regista svedese († 1973)
- 18 novembre - Giovanni Zanzotto, pittore e decoratore italiano († 1960)
- 19 novembre - John Blair, calciatore nordirlandese († 1934)
- 19 novembre - José Raúl Capablanca, scacchista cubano († 1942)
- 19 novembre - Carlo Galletti, calciatore italiano († 1915)
- 19 novembre - Marguerite Namara, soprano e attrice statunitense († 1974)
- 19 novembre - Tirumalai Krishnamacharya, insegnante indiano († 1989)
- 20 novembre - Dennis Fenton, tiratore a segno statunitense († 1954)
- 20 novembre - Eva Zona, critica letteraria e traduttrice italiana († 1973)
- 21 novembre - Virgilio Chiesa, insegnante e storico svizzero († 1971)
- 21 novembre - Viktor Alekseevič Savin, poeta e drammaturgo sovietico († 1943)
- 21 novembre - Albert Weber, calciatore tedesco († 1940)
- 22 novembre - Bruto Brivonesi, ammiraglio italiano († 1979)
- 22 novembre - Carlo Favagrossa, generale e politico italiano († 1970)
- 22 novembre - Antonín Fivebr, allenatore di calcio e calciatore cecoslovacco († 1973)
- 23 novembre - Nana Bryant, attrice statunitense († 1955)
- 23 novembre - Brenno Del Giudice, canottiere e architetto italiano († 1957)
- 23 novembre - Scipione Del Giudice, canottiere italiano († 1950)
- 23 novembre - Harpo Marx, comico e attore statunitense († 1964)
- 24 novembre - Dale Carnegie, scrittore e insegnante statunitense († 1955)
- 24 novembre - Charles Green, esploratore britannico († 1974)
- 24 novembre - Cathleen Nesbitt, attrice britannica († 1982)
- 24 novembre - Eduard Pernkopf, medico austriaco († 1955)
- 25 novembre - Josef Noldin, avvocato austriaco († 1929)
- 26 novembre - William Bakewell, marinaio e esploratore statunitense († 1969)
- 26 novembre - Ford Beebe, sceneggiatore, regista e produttore cinematografico statunitense († 1978)
- 26 novembre - Francisco Canaro, compositore argentino († 1964)
- 26 novembre - Alexander Comstock Kirk, diplomatico statunitense († 1979)
- 26 novembre - Gino Carlo Sensani, costumista italiano († 1947)
- 27 novembre - Gustaf Holmström, calciatore finlandese († 1970)
- 27 novembre - Masaharu Honma, generale giapponese († 1946)
- 27 novembre - Thomas S. McMillan, politico statunitense († 1939)
- 29 novembre - Ferruccio Banissoni, psicologo italiano († 1952)
- 29 novembre - Tommy Burn, calciatore inglese († 1976)
- 29 novembre - Manuel Gonçalves Cerejeira, cardinale e patriarca cattolico portoghese († 1977)
- 29 novembre - Johan Andresen, politico norvegese († 1953)
- 29 novembre - Karl von Oven, generale tedesco († 1974)
- 29 novembre - Konstantin Shayne, attore russo († 1974)
- 29 novembre - Giovanni Uberti, politico e giornalista italiano († 1964)
- 30 novembre - Ralph Hartley, scienziato statunitense († 1970)

## Dicembre(100)
- 1º dicembre - Franco Becci, attore italiano († 1951)
- 1º dicembre - Erik Börjesson, calciatore svedese († 1983)
- 1º dicembre - Benjamin Crémieux, critico letterario e scrittore francese († 1944)
- 1º dicembre - Ray Taylor, regista statunitense († 1952)
- 2 dicembre - Omer Verschoore, ciclista su strada belga († 1931)
- 3 dicembre - Algernon Kingscote, tennista britannico († 1964)
- 3 dicembre - Yitzhak HaLevi Herzog, rabbino israeliano († 1959)
- 3 dicembre - Henri Van Schingen, missionario e vescovo cattolico belga († 1954)
- 4 dicembre - Colin Kenny, attore irlandese († 1968)
- 4 dicembre - Josef Ternström, mezzofondista svedese († 1953)
- 5 dicembre - Algoth Niska, calciatore finlandese († 1954)
- 5 dicembre - Paolo Racagni, militare italiano († 1917)
- 6 dicembre - Will Hay, attore, comico e regista britannico († 1949)
- 6 dicembre - Sven Landberg, ginnasta svedese († 1962)
- 6 dicembre - Raffaele Pelligra, generale italiano († 1971)
- 6 dicembre - Árpád Szakasits, politico e esperantista ungherese († 1965)
- 6 dicembre - Wilhelm Trautmann, calciatore tedesco († 1969)
- 7 dicembre - Joyce Cary, scrittore irlandese († 1957)
- 7 dicembre - Jin'ichi Kusaka, ammiraglio giapponese († 1972)
- 7 dicembre - Carl Malmsten, designer svedese († 1972)
- 7 dicembre - Molly Malone, attrice statunitense († 1952)
- 7 dicembre - Guido Manganelli, archivista italiano († 1961)
- 8 dicembre - Giuseppe Catalano, botanico italiano († 1981)
- 8 dicembre - Paul Cavanagh, attore britannico († 1964)
- 8 dicembre - Ercole Dogliani, incisore italiano († 1929)
- 8 dicembre - Antonio Tani, arcivescovo cattolico italiano († 1966)
- 8 dicembre - Josef Umbach, calciatore tedesco († 1976)
- 9 dicembre - Filippo Bottino, sollevatore italiano († 1969)
- 9 dicembre - Italo Capanni, politico italiano
- 11 dicembre - Eduardo Rodríguez Larreta, avvocato, giornalista e politico uruguaiano († 1973)
- 11 dicembre - Hans-Wolfgang Reinhard, generale tedesco († 1950)
- 12 dicembre - Willy Cohn, storico e pedagogo tedesco († 1941)
- 12 dicembre - Rudolf Höllerl, calciatore austriaco († 1952)
- 12 dicembre - Arturo Kenny, giocatore di polo argentino
- 12 dicembre - Ugo Matania, artista, illustratore e giornalista italiano († 1979)
- 12 dicembre - Philip Neame, generale e tiratore a segno britannico († 1978)
- 12 dicembre - Giovanni Reggio, velista italiano († 1972)
- 12 dicembre - Jurij Andreevič Željabužskij, regista cinematografico russo († 1955)
- 13 dicembre - Alfred Landé, fisico tedesco († 1976)
- 13 dicembre - Gyula Vangel, calciatore ungherese († 1963)
- 14 dicembre - Christine Collins, statunitense († 1964)
- 14 dicembre - Harold Hardwick, nuotatore australiano († 1959)
- 14 dicembre - Åke Lundeberg, tiratore a segno svedese († 1939)
- 14 dicembre - Gaetano Ventimiglia, direttore della fotografia e calciatore italiano († 1974)
- 14 dicembre - Duke Worne, regista, attore e produttore cinematografico statunitense († 1933)
- 15 dicembre - Maxwell Anderson, scrittore statunitense († 1959)
- 15 dicembre - Muchametša Abrachmanovič Burangulov, poeta e drammaturgo sovietico († 1966)
- 15 dicembre - Carlton S. King, attore e regista statunitense († 1932)
- 15 dicembre - Kaare Klint, designer danese († 1954)
- 16 dicembre - Alessandro I di Jugoslavia, sovrano († 1934)
- 16 dicembre - Francesco Baraldi, militare e politico italiano
- 16 dicembre - Alphonse Juin, generale francese († 1967)
- 16 dicembre - Ivan Osiier, schermidore danese († 1965)
- 16 dicembre - Stefan Sudrich, calciatore austriaco († 1962)
- 17 dicembre - Max Niehaus, scrittore tedesco († 1981)
- 18 dicembre - Carlo Alberto d'Asburgo-Teschen, nobile († 1951)
- 18 dicembre - Gladys Cooper, attrice britannica († 1971)
- 18 dicembre - Mauritz Eriksson, tiratore a segno svedese († 1947)
- 18 dicembre - Ernst Gossweiler, calciatore svizzero († 1951)
- 18 dicembre - Nora Kinsky von Wchinitz und Tettau, infermiera austriaca († 1923)
- 18 dicembre - Furio Monticelli, generale italiano († 1970)
- 18 dicembre - Robert Moses, urbanista, funzionario e politico statunitense († 1981)
- 19 dicembre - Emilio Canevari, generale e saggista italiano († 1966)
- 19 dicembre - Benigno Carrara, vescovo cattolico italiano († 1974)
- 19 dicembre - Adda Gleason, attrice statunitense († 1971)
- 19 dicembre - Fritz Reiner, direttore d'orchestra ungherese († 1963)
- 19 dicembre - Otto Steinbrinck, militare e imprenditore tedesco († 1949)
- 21 dicembre - Jean Bouin, mezzofondista francese († 1914)
- 21 dicembre - Hastings Russell, XII duca di Bedford, naturalista, ornitologo e politico inglese († 1953)
- 22 dicembre - Bernhard Graubart, calciatore austriaco
- 22 dicembre - Lucien Hubbard, sceneggiatore e produttore cinematografico statunitense († 1971)
- 23 dicembre - Francesco Antonio Repaci, economista italiano († 1978)
- 23 dicembre - Christa Winsloe, romanziera, drammaturga e scultrice ungherese († 1944)
- 23 dicembre - Friedrich Wolf, scrittore, drammaturgo e diplomatico tedesco († 1953)
- 25 dicembre - David Lawrence, editore e imprenditore statunitense († 1973)
- 25 dicembre - Halpern Leivick, scrittore russo († 1962)
- 25 dicembre - Sonya Levien, sceneggiatrice russa († 1960)
- 25 dicembre - Leo Pierson, attore statunitense († 1943)
- 26 dicembre - Marius Canard, orientalista e storico francese († 1982)
- 26 dicembre - Domenico Chirieleison, generale italiano († 1972)
- 26 dicembre - Giuseppe Fioranti, calciatore italiano († 1969)
- 26 dicembre - Kikuchi Kan, scrittore giapponese († 1948)
- 27 dicembre - Hazel Buckham, attrice statunitense († 1959)
- 27 dicembre - Giulio Cavina, sindacalista e politico italiano († 1951)
- 27 dicembre - Guy Coombs, attore e regista statunitense († 1947)
- 27 dicembre - Clessie Cummins, imprenditore e inventore statunitense († 1968)
- 27 dicembre - Thea von Harbou, attrice e sceneggiatrice tedesca († 1954)
- 27 dicembre - Tito Schipa, tenore e attore italiano († 1965)
- 28 dicembre - Friedrich Wilhelm Murnau, regista e sceneggiatore tedesco († 1931)
- 28 dicembre - Carlo Torrione, politico italiano († 1953)
- 29 dicembre - Gustavo Barroso, scrittore, politico e avvocato brasiliano († 1957)
- 29 dicembre - Josef Beran, cardinale e arcivescovo cattolico ceco († 1969)
- 29 dicembre - Antonio Ferrarese, politico italiano († 1959)
- 29 dicembre - Charles Godefroy, aviatore francese († 1958)
- 30 dicembre - Mario Carli, scrittore, giornalista e poeta italiano († 1935)
- 30 dicembre - Eugeniusz Kwiatkowski, politico e economista polacco († 1974)
- 31 dicembre - Jack Barty, attore britannico († 1942)
- 31 dicembre - Gian Maria Cadoni, calciatore italiano
- 31 dicembre - Luigi Pedrollo, presbitero italiano († 1986)
- 31 dicembre - Manuel Sanz Domínguez, religioso spagnolo († 1936)

## Senza giorno specificato(87)
- Ali Abd al-Raziq, giurista egiziano († 1966)
- Nils Åberg, storico dell'arte svedese († 1957)
- Antonio Alberghini, scultore italiano († 1979)
- Pietro Angelini, pittore italiano († 1977)
- Marianna Biernacka, beata polacca († 1943)
- Benito Boccolari, scultore, incisore e ceramista italiano († 1964)
- Cesare Boldorini, calciatore italiano
- Carlo Bresciano, militare italiano († 1939)
- Lajos Bányai, calciatore e allenatore di calcio ungherese
- Giuseppe Cappadonia, illustratore e fumettista italiano († 1978)
- Milan Ciganović, rivoluzionario serbo († 1927)
- Harold Clarke, tuffatore britannico († 1969)
- Francesco Paolo Como, pittore e scultore italiano († 1973)
- Nicolae Davidescu, scrittore rumeno († 1954)
- Henri Demiéville, nuotatore e pallanuotista svizzero († 1956)
- Bayard Dodge, storico e islamista statunitense († 1972)
- Boris Dumenko, generale sovietico († 1920)
- Evelyn Sandberg Vavalà, storica dell'arte britannica († 1961)
- Giuseppe Ferrata, pittore italiano († 1957)
- Vito Frazzi, musicista italiano († 1975)
- Luigi Freguglia, militare italiano († 1938)
- Aristide Frezza, militare italiano († 1937)
- Edouard-Jean Gilbert, micologo francese († 1954)
- Mario Gros, disegnatore e pittore italiano († 1977)
- John Guida, stilista e illustratore italiano († 1951)
- Alfred Guillaume, arabista e islamista britannico († 1965)
- Stefania Gurdowa, fotografa polacca († 1968)
- Iorgu Iordan, linguista rumeno († 1986)
- Benjamín Jarnés, scrittore spagnolo († 1949)
- Jan Zenon Jasiński, vescovo vetero-cattolico statunitense († 1951)
- Diana Karenne, attrice, regista cinematografica e sceneggiatrice polacca († 1940)
- Rudolf Katzer, pistard tedesco
- Kyukichi Kishida, zoologo e aracnologo giapponese († 1968)
- Konstantinos Kleinias, nuotatore greco († 1964)
- Arif Hikmet Koyunoğlu, architetto e fotografo turco († 1982)
- Yitzchok Isaac Krasilschikov, rabbino e religioso russo († 1965)
- Donduk Kuular, politico russo († 1932)
- Aleksandr Stepanovič Kučin, navigatore, esploratore e oceanografo russo († 1913)
- Luo Guangyu, artista marziale cinese († 1944)
- Ahmed Maher Pascià, politico egiziano († 1945)
- Joseph A. Martin, politico statunitense († 1928)
- Luigi Marzocchi, fotografo e militare italiano († 1970)
- Tom Mather, allenatore di calcio inglese († 1957)
- Bessie McCoy, cantante, compositrice e attrice statunitense († 1931)
- Luigi Medici, avvocato, poeta e storico della letteratura italiano († 1965)
- Michele Miani, politico italiano († 1980)
- Giuseppe Micheli, pentatleta italiano
- Alessandro Minali, architetto italiano († 1960)
- Vladimir Mišin, calciatore russo († 1942)
- Lewis Bernstein Namier, storico polacco († 1960)
- Antonio Navarra, giurista italiano († 1971)
- Donald Nelson, imprenditore statunitense († 1959)
- Thoma Orollogaj, politico albanese († 1947)
- Ugo Piatti, pittore e musicista italiano († 1953)
- Giorgio Pinna, pittore italiano († 1989)
- Merle Randall, chimico e fisico statunitense († 1950)
- Clarence Robbins, sceneggiatore statunitense († 1949)
- Enrico Roma, attore, regista e critico cinematografico italiano († 1941)
- Delmar Roos, ingegnere statunitense († 1960)
- Gino Alfonso Sada, imprenditore italiano († 1964)
- Jesús Salas Barraza, generale messicano († 1956)
- Angelo Scalenghe, direttore della fotografia italiano († 1916)
- Michele Scarfoglio, calciatore italiano
- Vincenzo Schiavio, pittore italiano († 1954)
- Rudolph Schindler, medico tedesco († 1968)
- Aleksej Sergeevič Seleznëv, scacchista e compositore di scacchi russo († 1967)
- Attilio Selva, scultore italiano († 1970)
- Gustavo Sforni, pittore, mecenate e collezionista d'arte italiano († 1939)
- Nino Sganzetta, arbitro di calcio italiano († 1955)
- Hasan Tahsin, giornalista e patriota turco († 1919)
- Aleksandra Aleksandrovna Taneeva, nobildonna russa († 1968)
- Lewis Tewanima, mezzofondista statunitense († 1969)
- Mario Giovanni Tolleri, vetraio e pittore italiano († 1954)
- Fausto Topete, generale e politico messicano († 1952)
- Maurice Van Damme, schermidore belga
- Ettore Veo, giornalista, commediografo e saggista italiano († 1956)
- Augusto Vicinelli, critico letterario e giornalista italiano († 1965)
- Armando Volpi, poeta e pittore italiano († 1952)
- Percy Walsingham, calciatore inglese
- Raymond Weaver, insegnante statunitense († 1948)
- John Skinner Wilson, scozzese († 1969)
- Frederick Zeuthen, economista e matematico danese († 1959)
- Kazimierz Zieleniewski, pittore polacco († 1931)
- Luigi Zoppetti, presbitero e partigiano italiano († 1970)
- Taha al-Hashimi, generale e politico iracheno († 1961)
- Nuri al-Sa'id, politico iracheno († 1958)
- Sa'd I bin Abd al-Rahman Al Sa'ud, principe saudita († 1915)